# 西王母
西王母，是中国神话和中国民间信仰的女神，也是道教的女仙。早在殷商卜辞中，就有“西母”之称，学者陈梦家认为这指的就是西王母。根據《山海經》記載西王母其状如人，但又长相奇特，以豹尾虎齒且善啸的形象出现，是与人首蛇身的女娲、人首鳥身的九天玄女类似的兽形女神，在后世和女娲、九天玄女一样逐漸演變為人形姿态的神灵，成為中國神話中最重要的女神之一。西王母居於崑崙山上的瑤池，和東王公相對應。

## 名称
西王母又稱為“王母娘娘”、“瑶池金母”、“金母元君”、“西靈王母”、“西瑶仙姥”、“無極聖母”。尊號為“九靈太妙龜山金母”、“太靈九光龜臺金母”、“上聖白玉龜臺九靈太真西王母”、“太虚九光龜台金母元君”、“西靈金母梵炁祖母元君”、“九靈太真萬炁金母元君”、“西極金眞萬炁祖母元君”、“西元九靈上真仙母”、“西池極樂金慈聖母”、“瑶池金母無上慈尊”、“西華金母元皇上帝”、“白玉龜臺九靈太真金母元君”、“掌法聖后白玉龜臺金母元君”、“紫微元靈白玉龜臺九靈太眞元君”、“紫微元靈白玉龜臺元靈元真元君”、“太妙天紫府化炁西華金母元君”、“太華西真白玉龜臺梵炁祖母元君”、“九靈太妙白玉龜臺玉光金真梵炁祖母元君”、“九靈太妙白玉龜臺玉光金真梵炁祖母元君青金丹皇大道君”（梵炁之主雌一真母，又曰下元梵炁之母合延之神）、“九靈太妙白玉龜臺夜光金真梵炁祖母元君”、“九靈太妙白玉龜臺夜光金真萬炁祖母元君”、“紫微元靈白玉龜臺九靈太妙夜光金眞萬炁祖母青金丹皇大道君”、“西池元始玄真女真教主太陰金母”、“西華淸靈金母宏慈太妙無上元君”、“西華太妙宏慈金母天尊”、“西華太妙金母無上元君”、“西華至極瑶池金母皇君”、“西華金母錄籍女仙元君”、“西華道祖太妙金母天尊”、“西元龜山九靈真仙母青金丹皇君”、“白玉龜臺九靈太妙青金丹皇夫人金母尊神”、“九光玄女紫微元靈金母尊神”、“九光青金西漢夫人太真金母元君”、“大聖西華金母大天尊”、“無極瑤池大聖西王金母大天尊”、“天上王母娘娘大天尊”等。南朝道士陶弘景所撰的《真誥》卷之一記載：“案有數號者，並以多為高，西王母稱九靈，則八靈宜在七靈前，而今返在後者，亦所未詳。”西王母尊號中的“九靈”意指“九天的仙靈”。
关于西王母的姓名，唐代段成式作《酉阳杂俎·诺皋记上》记载：“西王母姓杨，讳回，治昆仑西北隅，以丁丑日死。一曰婉妗。”

## 形象的衍变

### 山海经

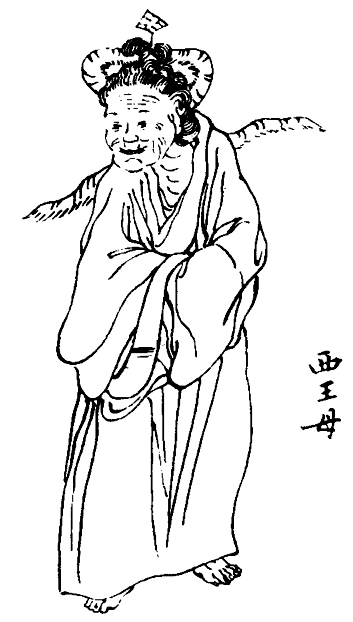
《山海经》中的西王母插图

西王母是中国最古老的女性神祇，早在殷商卜辞中祭祀东母（司管生育的東方之神—碧霞元君）和西母（司管死亡的西方之神—西王母），就有“西母”之称，学者陈梦家认为“西母”指的就是西王母，东母和西母大概就是指日月之神，并且举证代国、扶余国和殷皆有日月崇拜之俗，这一习俗与《山海经》所载甚为切合。王晖及多数学者也都认为东母是指日神，而西母则是月神。日本学者赤塚忠将东母和西母的崇拜与日出、日落的自然运行规律联系起来。陈梦家和赤塚忠都认为东母和西母可能是司管太阳出入的女性神。而学者宋镇豪并不赞同将东母和西母视为主管太阳出入的女神，他认为“共生于东，犹言拜求生命于东方。”，并且东母和西母也可能与商代的“入日” 和“ 出日”祭礼（寓意于太阳东出西落的周日视运动观测）紧密相关，所以“东母、西母为商朝人心目中的司生死之神，分居东、西方并掌管人间的生死。”学者常玉芝则认为东方主生，象征生命和再生，西方主死，象征死亡，大概东母为生命之神，西母为死亡之神，和宋镇豪的说法完全一致。这与东王公和西王母的信仰一脉相承，至于甲骨文中的“东母”与“东王公”的关系，二者都与太阳、东方崇拜相关，与“西母”不同的是，“东母”是女性神，“东王公”是男性神。
在《山海经》中，西王母是掌管天之厉（天災和疫病）和五残（五種類的刑罰）的凶神，其形象为人形、头发蓬乱、头上戴胜（玉质首饰）、豹尾、虎齿且善啸，這種人頭獸身的形象显示出浓厚的图腾色彩。

《山海经·西山经》：“蠃母之山又西三百五十里，曰玉山，是西王母所居也。西王母其状如人，豹尾虎齿而善啸，蓬发戴胜，是司天之厉及五残。”郭璞注：主知灾厉五刑残杀之气也。

《山海经·海内北经》：“西王母梯几而戴胜。有三青鸟为取食。”

《山海经·大荒西经》：“西海之南，流沙之滨，赤水之后，黑水之前，有大山，名曰昆仑之丘。有神人面虎身，有文有尾，皆白，处之。其下有弱水之渊环之，其外有炎火之山，投物辄燃。有人戴胜，虎齿，有豹尾，穴处，名曰西王母。”

《太平御覽》卷之三十八又言：“西王母者，神人也。人面蓬頭髮，虎牙豹尾，善嘯，穴居，名西王母，在崑崙山下。”西王母统领着一群爱惹麻烦的妖怪，被称为“万妖之母”。从战国到西汉，西王母已经脱离豹尾虎齿的原始形象，成为了带有一些异邦色彩的女帝王形象。

### 穆天子传
《穆天子传》卷三記載：
“天子賓于西王母。乃執白圭玄璧，以見西王母好獻錦組百純，素組三百純，西王母再拜受之。乙丑，天子觴西王母于瑤池之上。西王母為天子謠，曰：白雲在天，丘陵自出。道裡悠遠，山川間之，將子無死，尚能複來。天子答之曰：予歸東土，和治諸夏。萬民平均，吾顧見汝。比及三年，將複而野。西王母又為天子吟曰：徂彼西土，爰居其野。虎豹為群，於鵲與處。嘉命不遷，我惟帝女。彼何世民，又將去子。吹笙鼓簧，中心翱翔。世民之子，惟天之望。”
周穆王到西方巡游时，路过西王母所在的国度，并把一百匹锦缎和三百匹白绸作为献礼进献给西王母。西王母接受了周穆王的献礼，并在瑶池宴请了周穆王。西王母描写成了天帝之女，她喜愛居住在荒野，与虎豹为群，与喜鹊为伴，守此一方，为天帝之女。她所说的“將子無死”，代表了她作为长生女神所拥有的特征。但是更多的是以远方异族部落领袖的身份出现。其中周穆王作为西王母的贵宾，一同畅饮于瑶池的情节被后世传承，《竹书纪年》和《史记·赵世家》都描写了周穆王拜见西王母的故事。

### 淮南子
《淮南子》描述，西王母居住在流沙之瀕，金城郡臨羌縣西北塞外。因夏桀失德，西王母卸下头饰，黄帝嘯吟長嘆。羿向西王母求不死药，被姮娥盗食成仙奔月。
《太平御覽》第四卷又言：“張衡《靈憲》曰：羿請不死藥於西王母，羿妻姮娥竊以奔月，托身於月，是為蟾蜍。又曰：月者，陰精，積而成獸，象兔、蛤焉，其數偶。”
《歸藏·啟筮篇》曰：“ 昔嫦娥以西王母不死之葯服之，遂奔月，爲月精。 ”

### 汉武帝内传

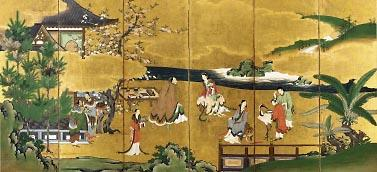
汉武帝与西王母

東漢時期的班固所撰的《汉武故事》、《汉武帝内传》以及其他一些六朝小說中均描述有汉武帝与西王母的故事。汉武帝是中国历史上有名的信仰仙道和長生不老的皇帝，在七月七日那天，漢武帝听闻西王母即将降临宫殿而赶忙做好迎接西王母的准备，到了七月七日深夜二更时，西王母驾乘着紫云车降临到汉武帝的宫殿。汉武帝将西王母迎接到宫殿后，西王母则赠予汉武帝七颗仙桃与之享用（有的文献则说是五枚仙桃）。西王母的仙桃又称为“蟠桃”，种植于昆仑仙山上的蟠桃园里，三千年才结一次果实，拥有起死回生、长生不老的功效。传说只要吃一个仙桃就能够延长三千年的寿命。文献中记载：王母命侍女以玉盘盛仙桃七颗，大如鸭卵，形圆青色，王母以三颗与帝，帝食之甘味，收核欲种之，王母曰：“此桃三千年一生实，中夏地薄，种之不生。”
《汉武帝内传》中首次描写了西王母的绝世容颜：
“王母上殿東向坐，着黃金褡襡，文采鮮明，光儀淑穆。帶靈飛大綬，腰佩分景之劍，頭上太華髻，戴太真晨嬰之冠，履玄瓊鳳文之舄。視之可年三十許，修短得中，天姿掩藹，容顏絕世，真灵人也。”
明代·洪应明著作的《仙佛奇踪》与宋代人编纂的《太平广记》等古典文献中也有引用和提及。其中还提到上元夫人在女仙中的地位仅次于王母：“夫人年可二十余，天姿精耀，靈眸絕朗……。”另外在《汉武帝内传》中还给出了供王母差遣的贴身侍女（墉宫玉女）的名字：王子登、董双成、石公子、許飛瓊、阮凌華、范成君、段安香、安法嬰、郭密香、田四飛、李慶孫、宋靈賓等。文献对其侍女描述为“侍女年可十六七，服青綾之褂，容眸流盼，神姿清發，真美人也。”武帝问她们是何人，东方朔回答武帝说：“是西王母紫蘭宫玉女，常傳使命，往來扶桑，出入靈州，交關常陽，傳言玄都。”

### 道教女仙的转变

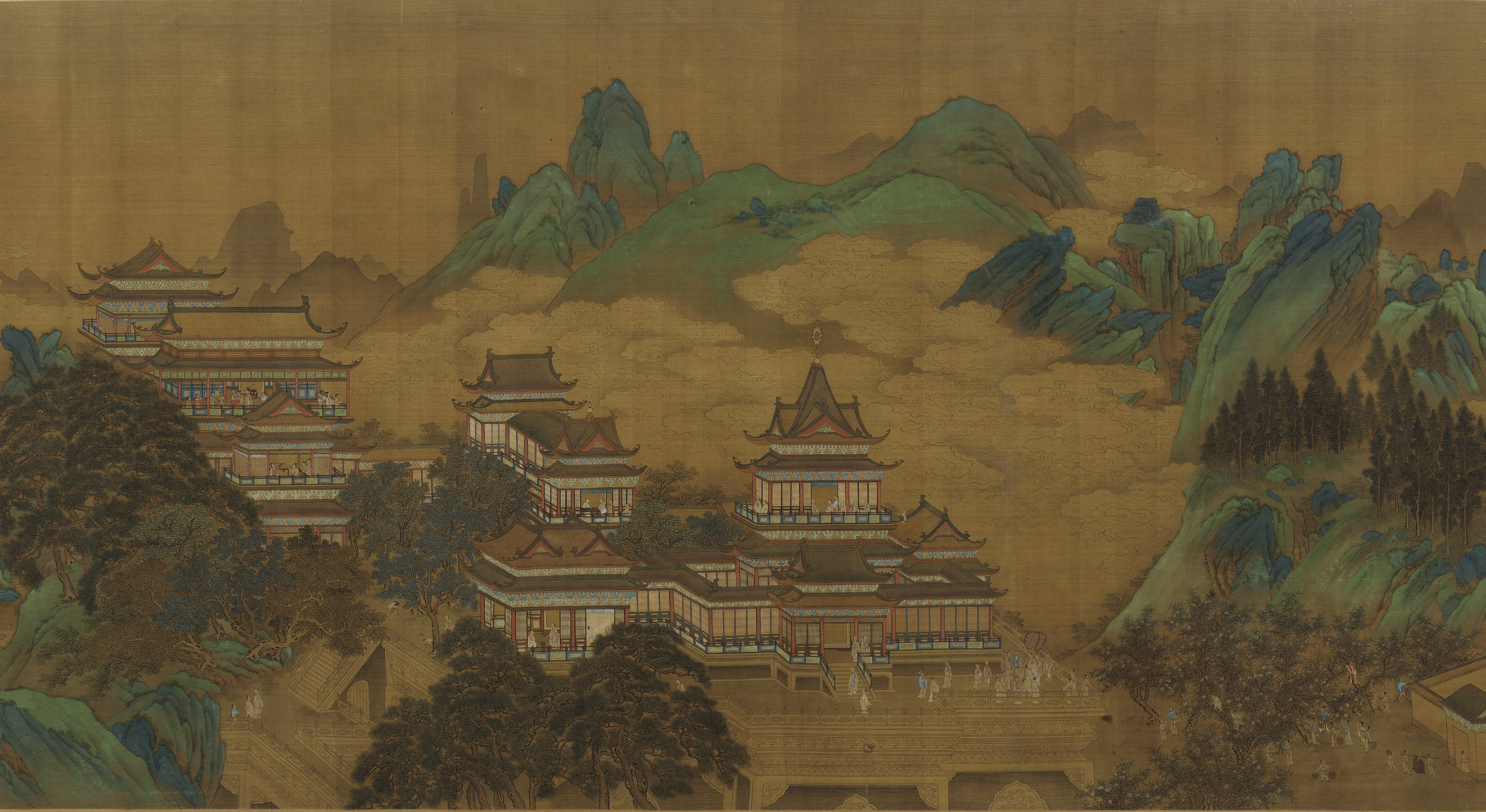
西王母居昆仑之间，有城千里，玉楼十二。据说西王母居住在一个用美玉雕琢而成的晶莹剔透的九重宫殿里，宫殿外有蜿蜒一千米的金色城墙，男神们住在宫殿的右翼，左翼居住的是美丽的仙女和女神。

早在汉初，就流传着西王母掌管不死之药的传说，刘安《淮南子·览冥训》中称：“羿请不死之药于西王母，姮娥窃之以奔月。”直到汉代道教兴起以后，道教开始推崇王母，那就要抬高她的身份和地位，于是东晋时期的文人编纂出西王母是道教第一尊神盘古真人（自号元始天王）和太元圣母之女的神话，西王母的身份也再次发生转变（另一说，元始天王是西王母之师）。晋·葛洪《元始上真众仙记》的〈枕中书〉中记载：
“《真書》曰：昔二儀未分，瞑涬鴻蒙，未有成形，天地日月未具，狀如雞子，混沌玄黃，已有盤古真人，天地之精，自號元始天王，遊乎其中。溟涬經四劫，天形如巨蓋，上無所係，下無所根，天地之外，遼屬無端，玄玄太空，無響無聲，元氣浩浩，如水之形，下無山嶽，上無列星，積氣堅剛，大柔服結，天地浮其中，展轉無方，若無此氣，天地不生，天者如龍，旋迴雲中。復經四劫，二儀始分，相去三萬六千里，崖石出血成水，水生元蟲，元蟲生濱牽，濱牽生剛須，剛須生龍。元始天王在天中心之上，名曰玉京山，山中宮殿，並金玉飾之，常仰吸天氣，俯飲地泉。復經二劫，忽生太元玉女，在石澗積血之中，出而能言，人形具足，天姿絕妙，常遊厚地之間，仰吸天元，號曰太元聖母。元始君下遊見之，乃與通氣結精，招還上宮。當此之時，二氣絪緼，覆載氣息，陰陽調和，無熱無寒，天得一以清，地得一以寧，並不復呼吸，宣氣合會，柑成自然飽滿，大道之興，莫過於此。結積堅固，是以不朽。金玉珠者，天地之精也，服之與天地相畢。元始君經一劫，乃一施太元母，生天皇十三頭，治三萬六千歲，書為扶桑大帝東王公，號曰元陽父；又生九光玄女，號曰太真西王母，是西漢夫人。”
“西漢九光夫人，始陰之氣，治西方。故曰木公、金母，天地之尊神，元氣鍊精，生育萬物，調和陰陽，光明日月，莫不由之。”
“昆崙玄圃，金為塘城，四方千里，城上安金臺五所，玉樓十二，瓊華之屋，紫翠丹房，七寶金玉積之連天，巨獸萬尋，靈香億千，西王母九光所治，羣仙無量也。”
文中讲述在二仪未分，天地日月未具之时，已有盘古真人，自号元始天王，游乎其中；后与太元圣母通气结精，生天皇十三頭，之后又生东王公和西王母。因此，道教稱扶桑大帝東王公為元阳父，太真西王母為九光玄女。東王公化萬物，西王母化萬靈，西王母又稱为萬靈主母，而九天玄女则是由西王母演化而来。
《仙苑编珠》卷上又述：“天皇东立，王母西旋。自元始天王、太元圣母还上官之后，经一劫乃生天皇氏，治世三万六千年，受书为扶桑大帝，居东极扶桑官，为东王公。今世间皇太子居东宮，象此也。又生九光玄女，号曰太真西王母，居西极昆仑山。故曰木公金母，天地之尊神也。”
《集说诠真》引《仙传拾遗》中又说“西王母居昆仑之间，有城千里，玉楼十二。左侍玉女，右侍羽童。三界十方女子登仙者，都是她的属下。”其聖地為崑崙山脈，并掌管仙界所有女仙的名籍，为诸女仙的领袖。从此西王母的地位一步登天，当初虎齿豹尾的形象也很难再被世俗接受，于是道教文人又为此编纂出了一个巧妙的说法将其分离开来，宣称人身虎首、豹尾蓬头的半兽形态并非王母真形，而是“西方白虎之神，西王母的使者”。道教典籍《逍遥虚经》所云：“蓬发戴胜，虎齿善啸者，此乃王母之使，金方白虎之神，非王母之真形也。”
西漢·東方朔所撰的《神異經》记载：
“崑崙之山有銅柱焉，其高入天，所謂天柱也。圍三千里，周圓如削。下有回屋，方百丈，仙人九府治之。上有大鳥，名曰希有。南向。張左翼覆東王公，右翼覆西王母。背上小處无羽，一萬九千里。西王母岁登翼上，会東王公也。故其《柱銘》曰：崑崙銅柱，其高入天。員周妃削，膚体美焉。其《鳥銘》曰：有鳥希有，碌赤煌煌。不鳴不食，東覆東王公，西覆西王母。王母欲東，登之自通。陰陽相須，唯会益工。”
唐代·杜光庭所撰的《墉城集仙录》記载：
“金母元君者，九靈太妙龜山金母也。一號太靈九光龜臺金母，一號曰西王母，乃西華之至妙，洞陰之極尊。在昔道氣凝寂，湛體無為，將欲啟迪玄功，生化萬物，先以東華至真之氣，化而生木公焉，木公生於碧海之上，蒼靈之墟，以生陽和之氣，理於東方，亦號曰王公焉。又以西華至妙之氣，化而生金母焉，金母生於神洲伊川，厥姓緱氏，生而飛翔，以主陰靈之氣，理於西方，亦號王母，皆挺質大無毓神玄奧於西方，渺莽之中，分大道醇精之氣，結氣成形，與東王木公共理二氣，而養育天地，陶鈞萬物矣。體柔順之本為極陰之元，位配西方，母養群品，天上天下，三界十方，女子之登仙得道者，鹹所隸焉。”
宋代的《太平廣記》也記載了西王母同样的来历。西王母和东王公一起，是天地阴阳之气的显化，协助天地、赞襄化育。西王母还统理所有得道的女仙。凡成仙得道之人，男的先拜东王公，女的先拜西王母，然后才能去朝见三清。
漢初，遇四五小兒路上群戲，一兒曰：「着青裙，入天門，揖金母，拜木公。」時人莫知之，子房知之，往拜之曰：「此東王公之玉童也。所謂金母者，西王母也；木公者，東王公也。此二元尊，乃陰陽之父母，天地之本源，化生萬靈，育養群品。木公為男仙之主，金母為女仙之宗。長生飛化之士，昇天之初，先覲金母，後謁木公，然後昇三清，朝太上矣。此歌乃玉童教世人拜王公而揖王母也。」子房佐漢，封留侯，為大司徒。
刻石紀邊於彝山之上而還《紀年》云：穆王十七年西徵，見西王母，賓於昭宮。世之昇天之仙，凡有九品，第一上仙，號九天真王。第二次仙，號三天真皇。第三號太上真人，第四號飛天真人，第五號靈仙，第六號真人，第七號靈人，第八號飛仙，第九號仙人。凡此品次，不可差越。然其昇天之時，先拜木公，後謁金母。受事既訖，方得昇九天，入三清，拜太上，覲奉元始天尊耳。故漢初有四五小兒戲於路，中一兒歌曰：著青裙，入天門，揖金母，拜木公。時人莫知之，惟張子房知之，乃往拜焉，曰：此乃東王公之玉童也。仙人得道昇天，當揖金母而拜木公也。
明代·王世貞所撰的《有象列仙全傳》卷一記載：
“西王母即龜臺金母也。以西華至妙之氣化而生于伊川。姓緱（一作楊，一作何），諱回，字婉妗，一字太虛。配位西方，與東王公共理二氣，調成天地陶鈞萬品。凡上天下地，女子之登仙得道者，咸所隸焉。居崑崙之圃，閬風之苑，玉樓玄臺九層，左帶瑶池，右環翠水。女五，華林、媚蘭、青娥、瑶姬、玉巵。
周穆王八駿西巡，乃執白圭玄璧謁見西王母，复觞母于瑶池之上。母為王謠曰：白雲在天，山陵自出，道里悠遠，山川問之，將子無死，尚能復來。後漢元封元年降武帝殿。母進蟠桃七枚于帝，自食其二，帝欲留核。母曰：此桃非世間所有，三千年一實。耳偶東方朔于墉間窺之，母指曰：此兒已三偷吾桃矣。是日命侍女董雙成吹雲和之笛，王子登彈八琅之璈，許飛瓊鼓靈虛之簧，安法興歌玄靈之曲，為武帝壽焉。”
清代·徐道《歷代神仙通鑑》記載：“木公至方诸，以紫云为盖，青云为城，静养云房之间。广种青芝于圃，以玉屑壅布，所产极多，取以为饵。与金母二气相投，生九子五女。”東王公（木公）和西王母（金母）為不倫的兄妹關係，生有九子五女。而道教典籍《靈寶領教濟度金書》中又說西王母生了八子，長子是南極長生大帝，与元始天王或浮黎元始天尊的配偶神萬炁祖母太玄玉極元景自然九天上玄玉清神母混为一谈。
- 道教典籍《上清灵宝大法》卷之四记载：“梵炁之祖者，王母也。”[91]
- 道教典籍《道法會元》卷之二記載：“西靈金母梵炁祖母元君，陰炁自然之神，女仙之主，居西靈大華宮，西華太妙宮，靑天西華宮易遷府。”[11]
- 道教典籍《清微仙谱》卷之二十八记载：“太华西真万炁祖母元君。元君一炁孕真，群仙教主，生生化化，莫不由之。口口相传，不记文字。都白玉龟台西金太素宫。”[92]
- 《云笈七签》卷之一百一十五：“他日，又言西王母姓緱，乃姑之聖祖也。又曰：河南緱氏王母修道之處，故鄉之山也。”[93]
- 道教典籍《靈寶無量度人上經大法》卷十五记载：“東王父，五色衣，絳冠，名無為，字君解。左有王喬，右有赤松子。居日中，號君阿，名伏羲，萬神之祖，萬炁之先。西王母，五色雲髻，名自然，字君思。左有圓光玉女，右有太陰玉女，太虛元炁之祖，萬炁之先。”[94]
- 还有《道藏三洞经》记载：“西王母者，太陰之元氣也。姓自然，字君思。下治崑崙之山，金城九重，雲氣五色，萬丈之巔；上治北斗，華蓋紫房，北辰之下。”，列西王母为仅次于东王公的第四神仙，与北斗众星之母的斗姥元君相互混同[95]。道教典籍《靈寶玉鑑》記載：“有以天地日月五星为九灵者，最为穿凿。今不取。惟一家以北斗七元与辅弼二星，谓之九灵者，以存思罡诀，不离乎斗故也。”[96]

- 西王母除了是梵炁之祖外，还是万气之母。拥有“太華西真萬炁祖母元君”[97]和“西漢金眞萬炁祖母元君”[98]这两个称号。
- 《上清灵宝大法》卷之二十六〈行道章〉：“自一气而生三气，三气生九气，九气生万气。三气之主，一气之尊，元始上帝也。九气之祖，青童道君（東霞木公上相靑童道君）也。万气之母，西方王母也。”[99]〈契玄章〉：“师曰：玄中太皇，至辅翼万仙。玄中太皇，乃王母也。下元万气之母，合延之神也。乃上帝之道君，上皇之圣真，居西元太霞宫，啸咏空洞灵章，以生万气不绝也。左手把金真玉光，右手掷流金火铃，流响三十五天，声应天中云营，玉音摄高上元气，灵风聚辟非之烟，紫景郁秀太虚，万仙辅翼朝宗，乃大洞回风混合秘诀大法。”[100]
- 西王母和斗姥元君的稱號中都帶有「金真」或「金精」的名詞。道教典籍《元始无量度人上品妙經通義》記載：「金真者，金精也。乃天地之靈根，陰陽之祖炁，先天真一之精，至陽之炁。」[101]

道教典籍《太上淸靈毓眞西華瑶池金母寶懺》记载：
伏以混沌未開，孰見淸甯之奠；洪濛旣剖，始有高厚之分。氣之淸輕者爲天，天曰乾父；氣之重濁者成地，地曰坤母。因是兩儀以生四象，四象以立八極。而主木德者王公，位肇乎東，則名木父；司金德者王母，位鎭乎西，則稱金母。道冠五行之首，品重十華之先。王公統司乾籍，王母職掌坤綱。佐覆載以施功，與天地而合德。第木公崇尚淸靜，金母累示神奇。臨壇多垂訓之文，助國庇生民之夀。
臣等伏聞崑崙宿海，灌溉羣倫；紫府洪爐，陶鎔萬類。是爲水火旣濟，乃爾開闢鴻濛。惟火資生，非木則火無所麗；惟水肇始，非金則水無所滋。故贊化之功，端造乎木；調元之柄，望兆乎金。緬維西華金母，本九玄之化炁，顯靈異於西陲。炁育先天之金，流光耀彩，德推羣陰之母，毓秀鍾英。月姊並駕於中天，天后齊驅乎梵闕。雲鬟侍御左右，均列仙班；鸞馭趨參宫府，總司女籍。誠坤道之津梁，抑瑤天之主宰。
臣等伏聞淸靜無爲，每端居而𥳑出；拯提有願，恆謦欬而潛通。恍如大士之感孚，尋聲救苦；儼若攴天之響應，動念垂慈。淵虛冲漠之中，神光普照；赫弈靈通之用，化度無邊。
道教典籍《上清元始变化宝真上经九灵太妙龟山玄箓》卷上记载：
西王母以开皇元年正月上寅之日，乘虚泛灵，逸遨九霄，静斋龟山，上登自然流精紫阙金华琼堂，游观北窗，朝礼玄文，瞻崖思灵，心想上真。於是妙感玄觉，丹心表明，时忽有天真大神，挟日带月，项负圆光，从群仙羽盖，乘飞舆紫云九精流霄，垂跪王母前称：九天凤宫领仙王，姓上玄，字开明，奉元始天王命，使赍九天金书紫字青金丹皇之文，降授於王母焉。锡号西元九灵上真仙母，封西龟之岳。又授素书一卷，上真始生变化元录，总领仙籍，承统玉清。又以青琼之板，给九天凤衣飞青羽裯，晨婴玉冠凤云之舄，神凤紫轮飞行羽盖二十四乘，五色仗幡命灵之节。又以上宫金华玉女七百人，侍卫於仙母焉。使治流精紫阙金华琼堂，一月三登玉清，再宴昆仑，五校众仙。於是天真大神启授事毕，悉反驾玉宫。仙母於是受命登座，告斋琼堂，命侍女王子登、董双成等，以神光锦巾，盛受金书紫字青琼之板，青金丹皇锡文，上真始生变化元录，飞玄紫文，凡四事，封以丹皇之章，藏之於琼瑶之室。命金华玉女、紫晨玉童各三十人，侍卫灵文。依三天旧典俯仰之格，申告五帝五岳灵山河海正神，咸令一月五条至学人名，功过区别，随品奏言。仙母常以八节之日，又一月五过，宴景云宫，时适五岳，历观河源，游盻八极。当此之时，则五星出分，日月停光，百阳激电，流金焕精，天丁前驱，五老仗幡，仙母常乘九色之辇紫云飞轮，从天仙玉女各五千人。女则乘凤，男则策龙，飞仙羽服，皆手执华幡，笳箫鼓吹，百和合音，鸾唱凤啸，激朗云陈，华光交焕，三景合明，紫童扬香以却秽，神妃散华以灌真，天钧奏其旌盖，紫烟翳乎虚庭，玉景流盼於太空、神化威制於万灵。当此之时，六天顺命，群凶束形，祆魔丧眼，天朗气清，盖高仙之妙观，标丹皇之洞灵也。
王母德酬高玄，故为万气之母，是致元始锡征丹皇之号，玄授素书元录一卷，使授后圣神仙之徒，知元始之道结自然之号，有变化之气。得见其篇者，则九天逆书於仙籍，方诸刻名於丹台，加其精思，无出九年，克得与真被颜寝房，随四时变化，飞腾九天也。
高上元始告靈九天太空祖宗。西王母諱婉衿，寔天九靈之炁，混西金之魄，結紫雲之胞骨，鍊日精之暉，吐納七曜之華，協晨霞而飡太陽鳳髓，噏於月精蘭腦，凝於玉根金藏，結絡丹形，入纏紫心，表明於丹皇妙圖，高列于帝軒，寢景靈嶽，灰心上清，功濟萬品，惠溢有生，秉節獨操，累劫長存，故致高上曲華，元始錫焉。以婉衿有金真之德，錫禪西元九靈上真仙母，青金丹皇之號，封掌龜山，總領元錄，依俯仰徵青瓊之板金書玉字，給九天鳳衣飛青羽襡，晨嬰玉冠鳳雲之舄，神鳳紫輪飛行羽蓋二十四乘，五色仗幡命靈之節，流金火鈴夜光之燭，滅魔玉章九天韶信，衛以上宮西華玉女七百人，治西龜之山流精紫闕金華之宮，一月三登玉清，再宴崑崙，五校眾仙五嶽河海十方靈官，莫不總制，依具以言。諸應儀軌，悉如瑤臺大有舊典三天正文，施行青瓊板金書玉字。
道教典籍《上清元始变化宝真上经九灵太妙龟山玄箓》卷下记载：
龜山九靈真仙母，元混西金之炁，形長七千萬丈。
春三月，頭建寶琅扶晨羽冠，服紫炁浮雲，身披九色龍錦羽裙，腰帶流金火鈴虎符龍書，坐太空之中丹緑青三色雲之上，光照煥曜，洞映紫清，思之還長七寸七分。
夏三月，仙母則變形為九色之鳳，一體九頭，文彩煥爛，光明奕奕，洞照太虛，思之還反真形。
秋三月，仙母則變形為人形鳳頭，衣九色飛雲錦襡，腰帶交靈紫綬，立九色之雲，光明煥煥，洞明上清，思之還反真形。
冬三月，仙母則變形為紫青黃三色之光，更相累沓，沌沌混混，光明洞發，此則反九靈之炁，更受鍊元混西金之精，思之還反真形。
修行仙母之道，當以九月九日，及秋分之日，入室西向九拜，朝仙母畢，還北向叩齒九通，思仙母隨四時形像，在上清寶素宮九玄府玉皇鄉西龍里中，迴真下降，入兆明堂中，便咒曰：靈化通玄，飛景九元，凝精結神，上為金仙，混合成一，散形億分，上造太晨，策空躡雲，保命黃籙，長靈劫年，金簡素籍，名刊帝軒，永享太華，與天同存。畢，仰嚥九炁止。此九靈上道，祕於九天之上大有之房，萬劫一傳，得者不死，修之飛仙。
- 道教典籍《太上老君說常清靜經杜光庭註》記載：“王母者，諸天神王帝主之母，居於崑崙。按《天地論》曰：王母居崑崙西側黃河出水之處。王母者，是天地之母。又云，天公、地母主統眾真，總攝三界，天上天下，是王母為至尊之母也。昔於金闕帝君受得此經，其帝君受此經於西王母之時，亦非輕傳於下士也。”這裡提到王母是諸天上的神王和大帝的母親，居住於崑崙西側的黃河出水之處，即是天地之母，也是至尊之母[103]。
- 另外，《太上洞玄灵宝无量度人上品经法》記載：“梵炁之祖者，公元王母也。居西龟之山，亦曰龙山，乃九炁之根纽，真土之渊府，西北之角，亥子之间，与玉清连界，通于泥丸也。”[104]
- 《云笈七签》卷之八记载：“西元龟山九灵真仙母青金丹皇君曰：昆仑山有九灵之馆，又有金丹流云之宫。上接璇玑之轮，下在太室之中。乃王母之所治也。西元龟山在昆仑之西，太帝玉妃之所在。”[105]
- 《洞真经》：“九灵馆在昆仑山，西王母及真仙女之所游处。”[106]
- 释《九灵太妙龟山元录》：“龟山在天西北角，周回四千万里，高与玉清连界，西王母所封也。”[107]
- 《上清元始变化宝真上经九灵太妙龟山玄箓》记载：“西龟之山，一曰龙山，乃九天之根纽，万气之渊府，在天西北之角，周回四十万里，高与玉清连界。东南则接通阳之霞，上承青宫神虎之门；西北则交寒穴之野，上通金阙神仙之庭；南则极於太丹浮黎之乡，气协洞阳之光；北则指於钩陈，交关华盖，气践广灵；中央直冲玉京八达交风山顶。”
- 《雲笈七籤》[108]和道教典籍《上清外国放品青童内文》卷上还有对西王母的仙境更为详细的描述：

中国四周百二十亿万里，下极大风泽五百二十亿万里，昆仑处其中央，弱水周匝绕山，山高平地三万六千里，上三角，面方长万里，形似偃盆，中狭上广。其一角正北，干辰星之精，名阆风台；一角正西，名曰玄圃台；其一角正东，名曰昆仑宫。一处有积金，为天墉城，面方千里，城上安金台五所，玉楼十二，其北户山承渊山，并其支辅。又有墉城、金台玉楼，相似如一，流精之阙，光碧之堂，琼华之室，紫翠丹房，景云烛日，朱霞九光，西王母之所治。上通璇玑，元气流布，五常玉衡，普引九天之澳灌，万仙之宗根，天地之纽，万度之柄矣。上生金银之树，琼柯丹宝之林，垂苏瑰以为枝，结玉精以为实，其树悉刻题三十六国音诸天内文，上楼紫驽、凤鸾、白雀、朱鹗、鹍鸡、灵鹄、赤鸟、青鹊，下则飞禽游兽，与昆仑同生，初无死耗。但玄文宝经，隐书古字，有千二百亿万言，在玄圃之上，积石之阴，仙人有九万人，皆停散於灵山。学者常诵诸天内音，外国三十六音，地下九垒之音，九年，仙人自当降送灵山之神奇，三十六年，得乘五色云舆，上登昆仑之山也。
《太上混元真录》记载：“或见西王母乘凤凰车，后驾六赤龙车，前三朱雀。见之勿惊，与人语慎勿答。”
《西岳华山志》记载：“王母数现，或衣黄裳，戴金冠，乘宝辇，驾五色斑龙九头，上有羽盖，左右金童、玉女、仙官、将吏，莫穷其数，后於现处建其祠堂。”
西王母转变成为诸女仙的领袖以后，九天玄女自然也成为了王母娘娘驾下的一名女仙。北宋景德道士—张君房编纂的《云笈七签》中记载：“九天玄女者，黄帝之師聖母元君弟子也。”继云：“王母遣使，披玄狐之裘，以符授帝曰：‘精思告天，必有太上之应。’”其中描述了西王母是辅佐黄帝的保护神，她差遣九天玄女下凡协助黄帝战败蚩尤。另外还有《山堂肆考》、《集书诠真》引《通考全书》中称八仙之一的铁拐李正是西王母把仙术传授于他，点化他得道成仙的。《八仙上寿宝卷》与沪剧《庵堂相会》的唱词中说王母娘娘是上八仙中的一位神仙。东晋南朝的道教典籍《上清七圣玄纪经》将白玉龟台九凤太真西王母列为上清七圣之一。
與西王母相關的經書典籍有《瑤池金母普度收圓定慧解脫真經》、《西王聖母諸仙慶賀蟠桃寶卷》（又名《護國威靈西王母寶卷》）、《瑶池金母金丹懺》、《玉皇王母救刼保生真經》、《王母降下佛壇經》、《王母消刼救世寶懺》、《王母消刼救世真經》、《瑤池金母養正真經》、《瑤池金母收圓了道真經》、《太上淸靈毓眞西華瑤池金母寶懴》等。
清代光緒十三年孟冬月重刊《玉露金盤》〈瑶池金母敘〉記載：

“且言无極老母。即是金母娘娘。自混沌未分，乾坤未開之時。老母就是一靈真性。統含陰陽之炁。獨守其中。及至天地分開。辨了上下。老母真性。結盤虛無。散則瀰漫宇宙。卷則敛如黍珠。”

“虛空并無一物，地上亦無人烟鳥獸。是時老母乃呵太符元始之炁。化成穀管。上接天門斗口。下貫地角黃羅。引清氣而上升。傾濁氣而下降。清氣之中。有一點清陽化為日。一點清陰化為月。始分晝夜。天地光明。老母左右。常有百萬天神拱向聽使。按時變化。”

《诸真诰章·宝诰大全》记载：
〔西王金母宝诰〕
“天池开泰，无极圣母，龙华胜会宴瑶池，万灵统御传教旨，诸仙献寿，列圣称觞，天威咫尺，功高德重，代燮权衡，仙主道宗，三千侍女，奏笙簧之天乐，百岁蟠桃，开金碧之灵园，救众生之苦难，洒甘露于尘寰，大悲大愿，大圣大慈，无极瑶池大圣西王金母天尊！ ”
〔西池金母诰〕
“灵钟神州，声驰阆苑，托体庚辛之乡，沐浴壬癸之境，玉楼重重，不数巫山十二，翠水叠叠，能教桃熟三千，清虚标征实之奇，坤顺辖乾阳之柄，五老与为，周旋八洞，时承懿旨，飞鸾开化，乎女宗驾鹤谈玄，于净土克推仙祖，允司妇仪，大悲大愿，至玄至仁，西华清灵金母，宏慈太妙，无上元君。”
《三教雲篇》卷十四〈申王母禮儀〉記載：

先天慈母。救劫推尊。三千桃熟宴群真。

功貫復宇輪。福壽雙盈。萬古慶長春。

無上瑶池金母萬緣古佛。

真空不壞。功在補天煉石以前。

無極化生。跡著搏土為人而後。

種芝草於別山。一發千本。

授地圖於睢水。畫野分疆。

由清淨而神運化。實古今所奉慈親。

恭維。西池佛母至尊。無上消劫行化大天尊。

大哉王母。清淨福神。受命於洪荒未闢之初。煉形於混沌將剖之際。開天地而默運神。

化宴蟠桃。以會群仙。德配昊天。

無窮其妙。道高南極。莫喻其神。

大悲大願。大聖大慈。消劫行化。西天金母瑤池萬緣古佛。

洪荒未闢。佛稱王母德崇高播。澤長十二萬年如一日。重新世界散天香。

### 掌管女仙的女神

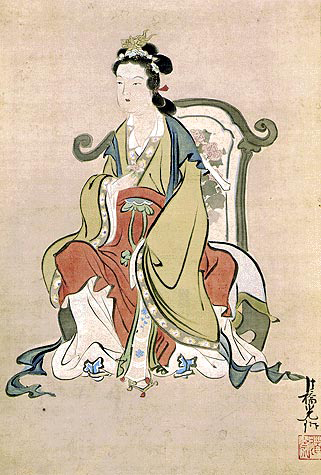
《西王母》（尾形光琳/画、1705年）。西王母，在元代戏曲被尊称为王母娘娘。

正统道教神系中，玉皇大帝与西王母并没有明确关系。王母是先秦到漢代興起的女神，玉皇大帝则是唐代以後才廣受尊謁的道教尊神。
魏晉時期有「玉皇道君」與「高上玉帝」兩位大神，但到了唐代，玉皇大帝才廣受尊奉為主管天地之神，韋應物稱：「奏之玉皇乃升天」，白居易稱：「仰謁玉皇帝，稽首前至誠」。到了宋代，玉皇大帝的信仰更盛。
王母被汉末道教吸收后，进一步体现了她作为长生修仙的女神特征。所有女性修仙，最后都要去拜见王母。西王母掌管女仙们的仙籍，东王公则掌管男仙们的仙籍。
由长生女神，成为女性修仙的女神。在晋代六朝以来，王母被道教上清派崇拜，她不仅管理修仙的女性，还收养了许多生死之间的少女。由此转变为女性的母亲神，拥有众多女儿。从此西王母的形象在人们的心目中成为了一位气派雍容、无比尊贵、被女性簇拥的大母神。
而到了宋元戏曲，王母慈祥的一面更被看重。在元代戏曲杂剧中，女仙西王母被彻底神格化，尊奉为“王母娘娘”，多在蟠桃会故事里出现，作为献桃的生命、长寿女神。在后世，当玉皇大帝成为人们心目中的三界之主时，对东王公（亦号玉皇君，有时也与元阳上帝混同）的信仰逐渐演变成了对玉皇大帝的崇拜，和王母娘娘一同调合阴阳，促使自然和谐、万物生长。这种身份在吴承恩《西游记》以及民间戏曲《争玉版八仙过海》等作品中有所体现。以致在明代和清代的文学作品中，将王母娘娘视为“天母”，并和至高神玉皇大帝紧密地联系在一起，有的更把王母娘娘给配为玉皇大帝的皇后，成为了以封建官僚制度为体系的天庭的女主宰。从最初的西王母到至今王母娘娘的转变，她的崇高地位依旧没有被动摇。
在《有象列仙全传》和《仙佛奇踪》中提到西王母有五个女儿，她们是華林、媚蘭、青娥、瑶姬、玉巵。而在《东游记》中她们的名字与前述略有不同，是華林、媚嫻、青娥、瑤姬、王扈。晋代至隋代诗序中的王母之女为：
- 南极王夫人，王母第四女，名林[125]，字容真，号紫元夫人或南极元君[126]。理太丹宫，受书为金阙圣君上保司命。《南極王夫人授楊羲詩三首并序》
- 右英王夫人，王母第十三女，名媚蘭，字申林，治滄浪山，受書爲雲林夫人[127]。《雲林右英夫人㖟楊真人許長史詩二十六首并序》
- 紫微王夫人，王母第二十女[128]，名清娥，字愈音。昔降授太上宝神经与裴玄仁。《紫微王夫人詩一十七首并序》
- 太眞王夫人，王母之小女，名婉羅（《有象列仙全传》为玉巵[129]），字勃遂。年可十六七，事玄都太真王。《太真夫人贈馬明生詩二首并序》

《墉城集仙录》中增加了云华夫人，王母第二十三女，太真王夫人之妹也，名瑶姬。瑶姬最早记载于先秦《山海经》，《襄阳耆旧记》提到她是赤帝女儿。
唐代传奇小说《玄怪錄》中崔书生娶的王母第三女玉巵娘子，出现在后世多部小说诗词中。
明代·湯顯祖所著的《紫釵記》中描述有王母觀道姑和水月觀音院尼姑相互诋毁王母娘娘和观音菩萨的情节。
明代神魔小说《封神演义》中，瑶池金母被描写成昊天上帝的妻子，与昊天上帝有一女儿龙吉公主。
明代吴承恩所著的《西游记》将王母娘娘描写成一个在天界中拥有奇珍异宝的贵妇人。她差遣七衣仙女前往蟠桃园摘蟠桃在瑶池中举办蟠桃聖会，在得知孙悟空搅黄了蟠桃胜会后，将此事向上禀告给玉皇大天尊。第七回中孙悟空被如来佛祖降伏后，王母娘娘在安天大会上与一群仙子载歌载舞。
众皆畅然喜会，只见王母娘娘引一班仙子、仙娥、美姬、美女飘飘荡荡舞向佛前，施礼曰：“前被妖猴搅乱蟠桃一会，请众仙众佛俱成功。今蒙如来大法链锁顽猴，喜庆‘安天大会’，无物可谢，今是我净手亲摘大株蟠桃数颗奉献。”佛祖合掌向王母谢讫。王母又着仙姬、仙子唱的唱，舞的舞。满会群仙，又皆赏赞。
清代·劉一明所著的《西遊記百回詳注》还提到在蟠桃会上，王母娘娘会和其他神仙因卦象不合而发生坐席残乱的事。
明末清初作家冯梦龙的《警世通言》中说白蝴蝶因偷采蟠桃花蕊，被王母娘娘驾下守花的青鸾啄死，后来托生于世，成为了圣人庄子。
清代·吕熊所著的古典小说《女仙外史》中说王母是一位萬劫不壞的金仙。可以變化世間一切有情、有形之物，可以消滅五行，超脫萬劫，唯有斗姥西王有此神通，其余仙真皆未聞未見者。第三十九回又说：“那風流有才情的仙子，又是西王母娘娘為主，偶然有個思凡下降的。”
织女原是星宿，沿帝星靠近北极，与太一天帝有关。织女原是汉代天帝的孙女，汉代《史记·天官书》称织女为“天孙”。后期在民间传说，被改为王母的外孙女，有时候也说是王母的女儿，和七仙女混为一谈。
从男女不得自由恋爱的清代开始，《牛郎織女》的民间傳說将王母娘娘塑造成了禁止神仙有思凡之欲的刑神，因此拆散牛郎织女的王母娘娘成为了封建专制的代表人物，但故事结局中王母娘娘卻留下後路給織女，准許織女於七月七日在鹊橋上與自己的夫君見面。在早期的故事中，牛郎與織女是受到天帝的賞識才結为連理，但後來兩位過度沉浸於愛情中，不再努力固守自己的工作，造成織女不按時織布影響天理的運作，在無可奈何的情況下，天帝決意拆散這对情侶。
另一位七仙女則是受到玉帝阻碍，因為天命已到必須回到天庭，而與董永公開自己的身份，辭別歸天，和王母无关。
王母娘娘到了现代的一些相关影视剧中带有浓重的女权主义色彩，其中表现出王母娘娘才是天界真正的掌权者，也有的把过去王母娘娘的誤解形象轉化為原本的慈母形象。

## 神格

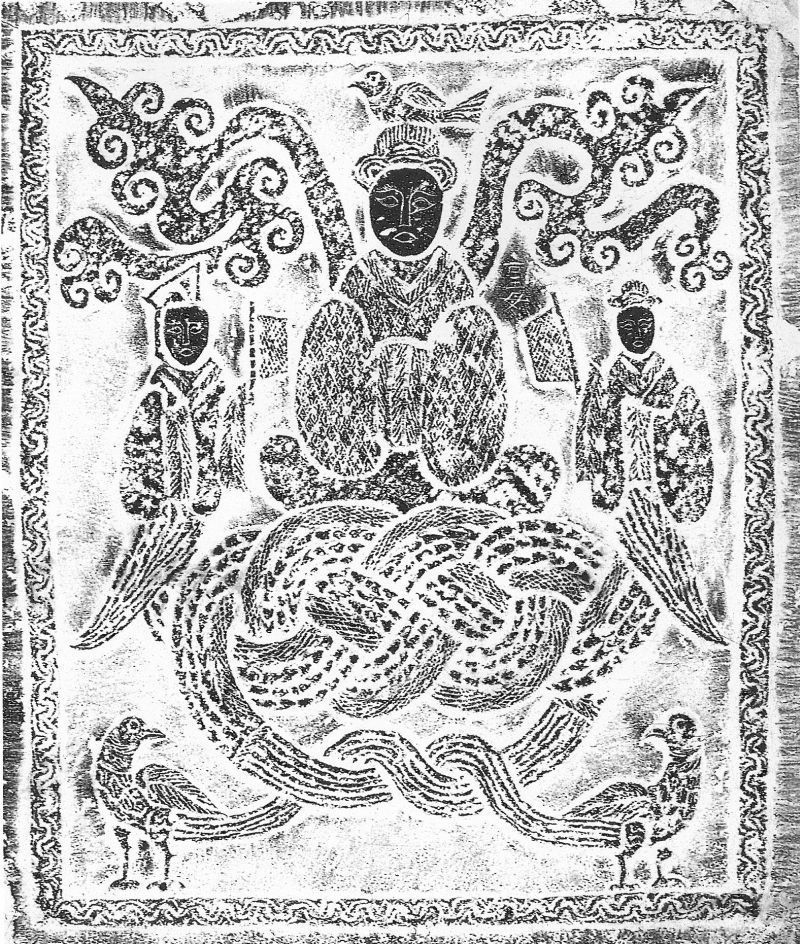
西王母的汉代壁画石像板拓片。西王母统治着西方昆仑山脉上众多神仙所居住的天庭，时常有玉女和三足鸟相伴。

在民间传说裡，因其名为王母而认为是天帝之母，其位阶與「東王木公」相對，故有稱東王公為天父、西王母為天母。其形象一步登天，从豹尾虎齿的半兽女神开始逐渐转化为一位仪态万千、年可三十许的絕美人形女神，成为了尊贵的“西方天界之母后”。掌管着长生不老的仙药，同时还主宰着位于西方昆仑山上的蟠桃园。象征物是蟠桃和三足鸟。民间还传说每年农历三月初三（也有的说是四月十五日、七月十八日、八月十五日）为王母娘娘的圣诞日，届时王母娘娘要举行蟠桃会，宴请各路大小神仙，群仙为其祝寿於瑶池，又为长生不老的象征。她是汉代壁画中占据主神地位的女神，在葛洪的《枕中书》和羌族文化中又是生育万物的创世女神。女娲在后世和西王母信仰相互融合，被赋予了和西王母近似的形象。西王母在天宫为众女仙的首领，是修仙女性所崇奉的女神，并掌管宴请各路神仙之职，在人间专管婚姻和生儿育女之事，与华北地区所尊奉的碧霞元君混同起来。
西王母在广州地区有送子保婴，授人壽福祿的神格。清代文人屈大均所著《廣東新語》卷六〈神語〉记载：
“廣州多有祠祀西王母，左右有夫人，兩送子者，兩催生者，兩治痘疹者，凡六位。蓋西王母弟子，若飛瓊、董雙成、萼綠華之流者也。相傳西王母為人注壽注福注祿，諸弟子亦以保嬰為事，故人民事之惟恐後。考西王母見《山海經》、汲冢《周書》、《穆天子傳》、《漢武帝內傳》。而莊子云：夫道在太極之先。西王母得之，坐乎少廣，莫知其始，莫知其終。是則開闢以來，有天地即有西王母，而道家以為西王母者，金母也。木公生之，金母成之。人類之所以不絕於天地間者，以有金母之成之也。金母者，天下之大母，故曰王母。居於西，以成物為事，故曰西王母云。壁上多繪畫保嬰之事，名子孫堂，人民生子女者，多契神以為父母，西王母與六夫人像，悉以紅紙書契名帖其下，其神某，則取其上一字以為契名，婚嫁日乃遣巫以酒食除之。”
西王母在后世为珠光宝气的贵妇形象。她所居住的昆仑山（《山海经》中提到西王母所居住的山又叫“玉山”）以盛产“玉”而闻名，而瑶池又有玉池之称，“瑶”自体就有美玉之意。西王母和五行中的“金”有很大的关联，而“金”能生“水”，位属西方。清代文人吕熊所著的《女仙外史》卷一描述瑶池的水是由融成玉的精髓所化，溶溶漾漾，像酒浆一样，瑶池之水被视为具有生育的功能。《稚川真人校证术》的〈先天论〉又言：“夫物禀先天之黑，位属庚辛，上应太白金星，是谓西王母，产出南方赤凤髓，是谓后天，号曰金铅，又曰美金华，又曰铅白霜，又曰金液。”
最初西王母有过一段短暂的司兵斗刑罚的职能，最初的怪物形象就是司天厉及五残，为掌管天灾、刑罚与杀戮之神。在《汉武帝内传》中西王母同样继承了司兵的职能，描写出西王母腰佩分景之劍这样威风凛凛的女战神形象，还有玉山主人的《雷峰塔奇传》中王母布天罗地网，手持斩妖剑欲斩偷盗仙丹的白娘子。从唐代开始西王母的战神职能被驾下的九天玄女取代，从王母差遣玄女授兵法给黄帝的故事就有所体现，而王母的职能则转变成了王权的保护神。
“昔西王母降於王屋山，授帝兵法，用戰蚩尤於涿鹿之野，以剪滅妖孽，除天下害。然後治邦國，立社稷，分土地，封諸侯，五行定，巨盜除。王母再遣元女授帝秘訣一十九章、《陰符》三百餘言，至於金丹玉篆之文、寶符飛空之術、入火履水之法，无不備焉。黃帝乃建迎仙之官，修登真之要，出靈章祕書以廣道教，施之則六合之內无不濟也。”
《河圖出軍訣》稱黃帝得《王母兵符》。
又法：五月五日書赤靈符，及西王母兵信神符數十符，皆辟兵之道也。
西王母还拥有爱欲之神的神格，王嘉所撰的《拾遗记》卷三〈周穆王〉记载：
“三十六年，王東巡大騎之谷。指春宵宮，集諸方士仙術之要，而螭、鵠、龍、蛇之類，奇種憑空而出。時已將夜，王設長生之燈以自照，一名恒輝。又列璠膏之燭，遍於宮內，又有鳳腦之燈。又有冰荷者，出冰壑之中，取此花以覆炊七八尺，不欲使光明遠也。西王母乘翠鳳之輦而來，前導以文虎、文豹，後列雕麟、紫鹿。曳丹玉之履，敷碧蒲之席，黃莞之薦，共玉帳高会。薦清澄琬琰之膏以為酒。又進洞淵紅花，嵰州甜雪，昆流素蓮，陰岐黑棗，萬歲冰桃，千常碧藕，青花白橘。素蓮者，一房百子，凌冬而茂。黑棗者，其樹百尋，實長二尺，核細而柔，百年一熟。”
文中描述周穆王即位第三十六年，他在东方的大騎之谷巡游时的一个临近夜晚之际，在春宵宮中点满了灯烛。夜间，西王母乘翠鳳之輦而來，前有文虎、文豹开道，后有雕麟、紫鹿跟随。手上提着丹玉之履，铺上碧蒲之席和黃莞之草垫，和周穆王在玉帐中相会。他们以清澄琬琰之膏（琼浆玉液）為酒，之后西王母又将洞淵紅花，嵰州甜雪，昆流素蓮，陰岐黑棗，萬歲冰桃，千常碧藕，青花白橘这些珍贵的滋补养生品进献给周穆王。
另外，丹波康赖的《医心方》第二十八卷所述：
“《玉房秘诀》云：冲阳子曰：非徒阳可养也，阴亦宜然。西王母是养阴得道之者也。一与男交而男立损病。女颜色光泽，不着脂粉，常食乳酪而弹五弦。所以和心系意，使使无他欲。又云：王母无夫，好与童男交，是以不可为世教。何必王母然哉。”
这里提到西王母是养阴得道之者，有损阳补阴的方术，一旦与男子性交，男子立即损病，而女方即使不着脂粉都显得气色有光泽。另外又说王母没有丈夫，喜欢和童男性交，不可为世所教。在后世有关仙女思凡下降的故事均起源自西王母风流成性的神格。
清代地理学家丁谦所著的《穆天子传地理考证》中认为西王母国即是古代迦勒底国，西王母则是其国的月神。西王母在《道藏三洞经》中就是太阴之元气的化身，被认为拥有月神的神格。在多数出土的汉代壁画石像板所描绘出的西王母仙境是在月亮上，西王母的旁边都有玉兔捣药和蟾蜍炼丹的画面。
《南华真经注疏》卷之七记载：“王母，太阴之精也，豹尾，虎齿，善笑。”
《雲笈七籤》卷之一百记载：“崑崙山北玉山之神人也。西王母太陰之精，天帝之女也。人身虎首，《山海經》曰虎顏，一云虎色。豹尾，蓬頭戴勝，顥然白首，善嘯，石城金臺而穴居，坐於少廣之山，有三青鳥常取食，此神人西王母也。”
《軒轅黃帝傳》记载：“神人西王母者，太陰之精，天帝之女也。人身、虎首、豹尾、蓬頭戴勝，顥然白首，善嘯，石城金台而穴居，坐於少廣山，有三青鳥常取食此神。”
西王母为太阴之精。《洞渊集》记载：“月者，太阴之精，皇后大臣之象。”《元始无量度人上品妙经四注》记载：“月为太阴之精，诸水之母。”《还丹金液歌注》记载：“色黑，而属北方壬癸水，为太阴之精，善能制阳。”《周易参同契注》记载：“铅为月，北方坎水属戊，太阴之精为白虎。”

## 民间信仰

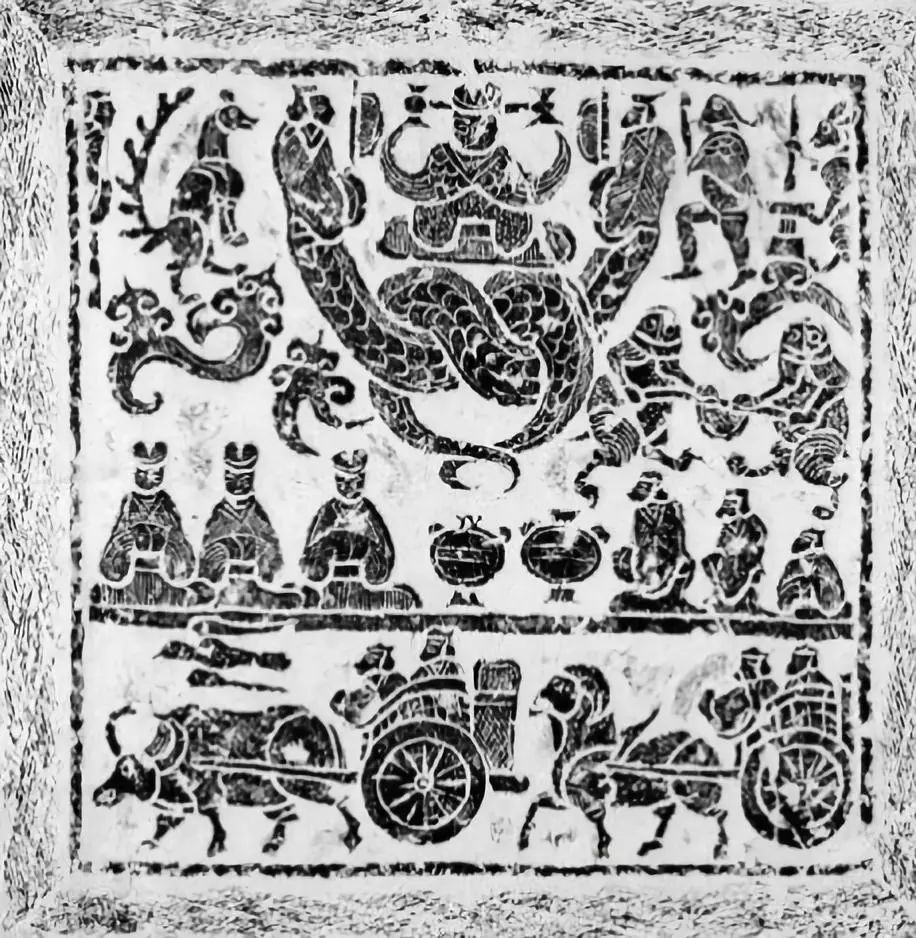
山東省滕州市桑樹鎮出土的汉代壁画石像板拓片。西王母头上戴胜，以主神的地位坐在上方正中央，人首蛇身的伏羲和女娲随侍左右，蛇尾相交。画像的右边有一只玉兔在捣药，下面是蟾蜍在炼丹。画像的左边是为西王母看守门户的九尾狐。

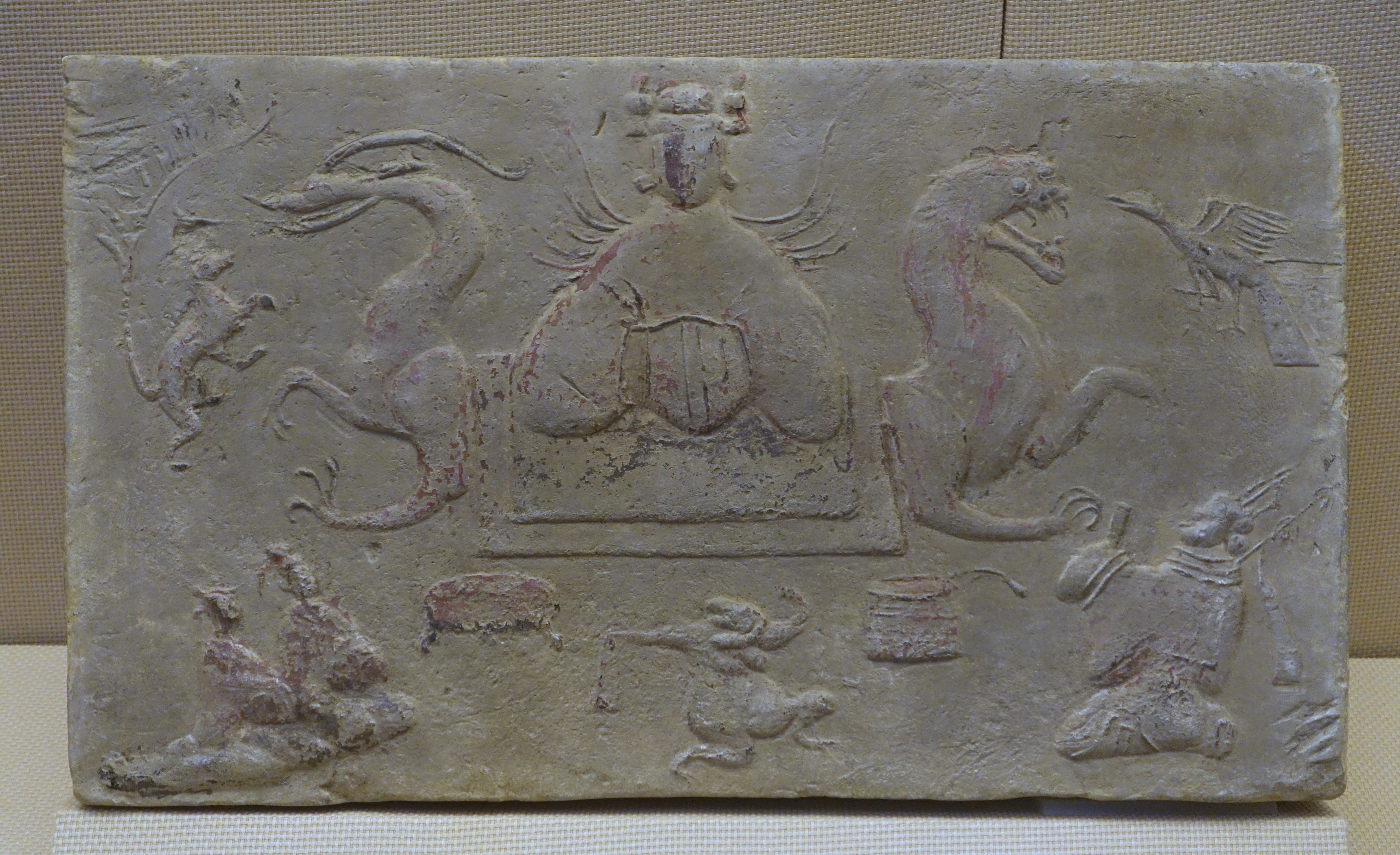
汉代壁画石像板《西王母龙虎座图》（四川博物院藏）。背上带有羽状双翼的西王母端坐在画面正中的龙虎座上，体型最大，显示了她至高无上的地位。画像左侧是九尾狐，右侧是三足鸟，下面是蟾蜍在持巾起舞，左右两边的仙人在弹琴和吹箫。

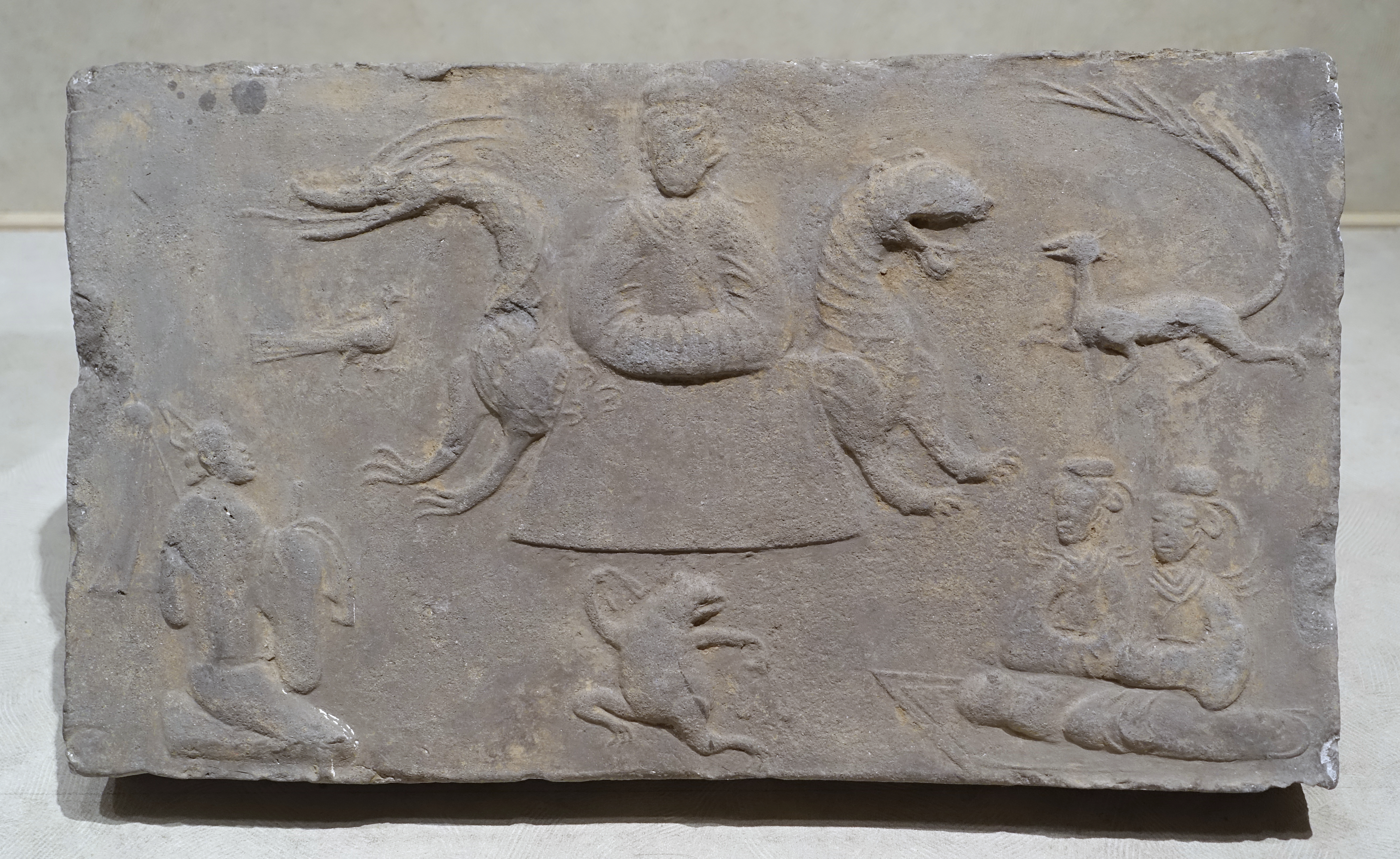
汉代壁画石像板《西王母龙虎座图》（四川大学博物馆藏）。

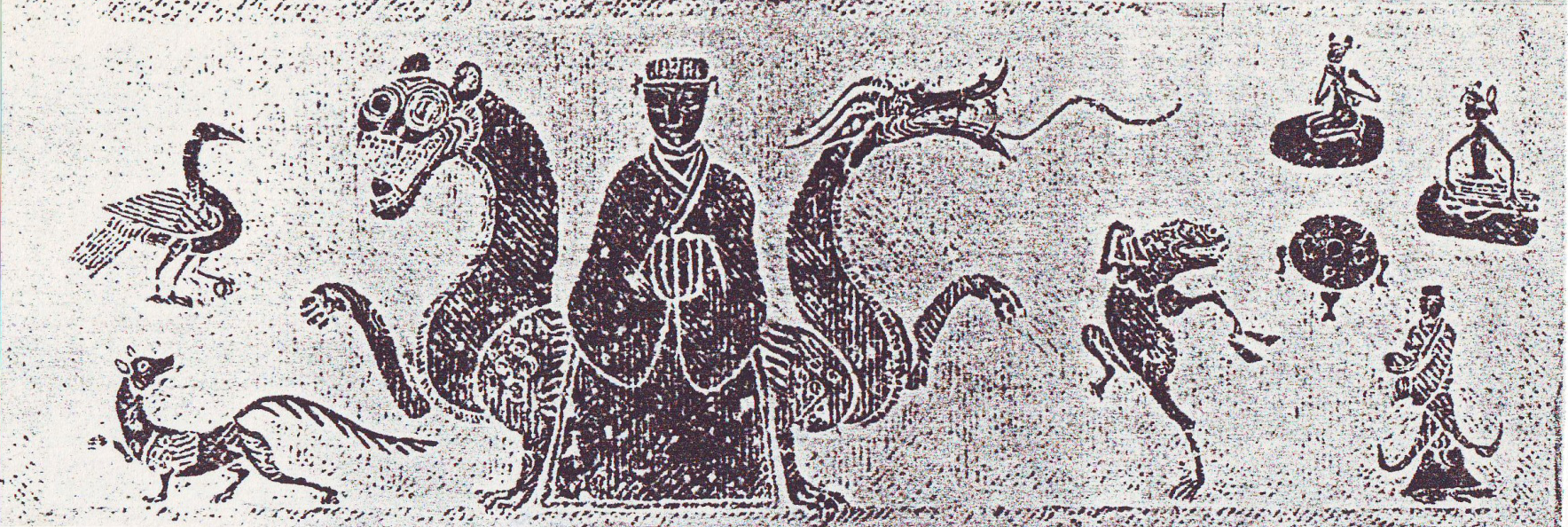
四川省彭山縣雙河崖墓石棺一側的汉代壁画石像板《西王母龙虎座图》拓片。画面中，西王母的四周围着九尾狐、三足鸟和持巾起舞的玉蟾。右边有两位裸体仙人，双耳高耸，一人吹奏，一人抚琴。右下有一人拿着碗，似乎在求取仙药。

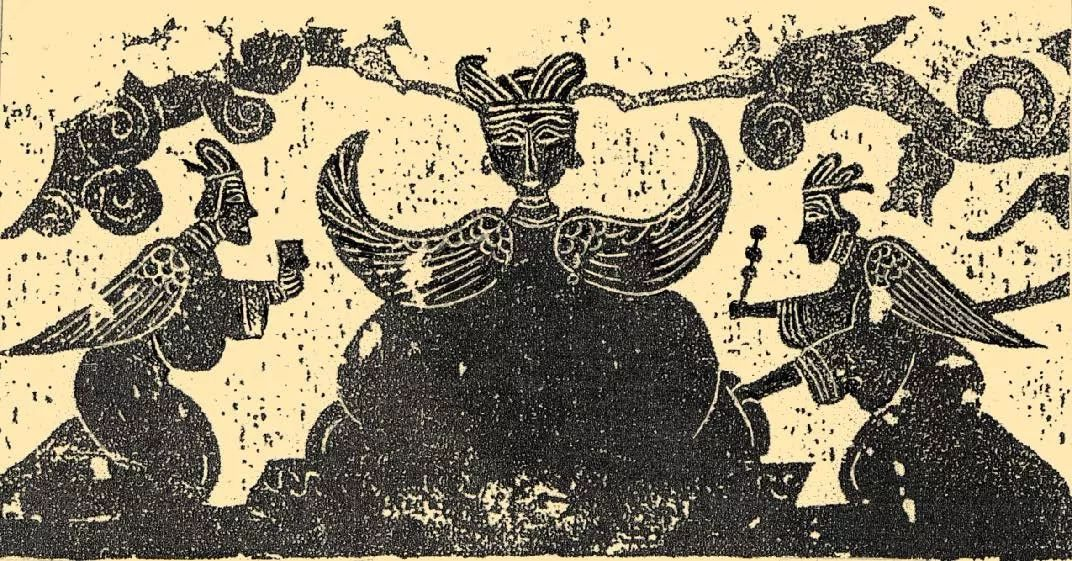
山東省嘉祥宋山出土的汉代壁画石像板拓片。西王母头上戴胜，肩生双翼，两旁有羽人（羽化成仙之人）相伴。

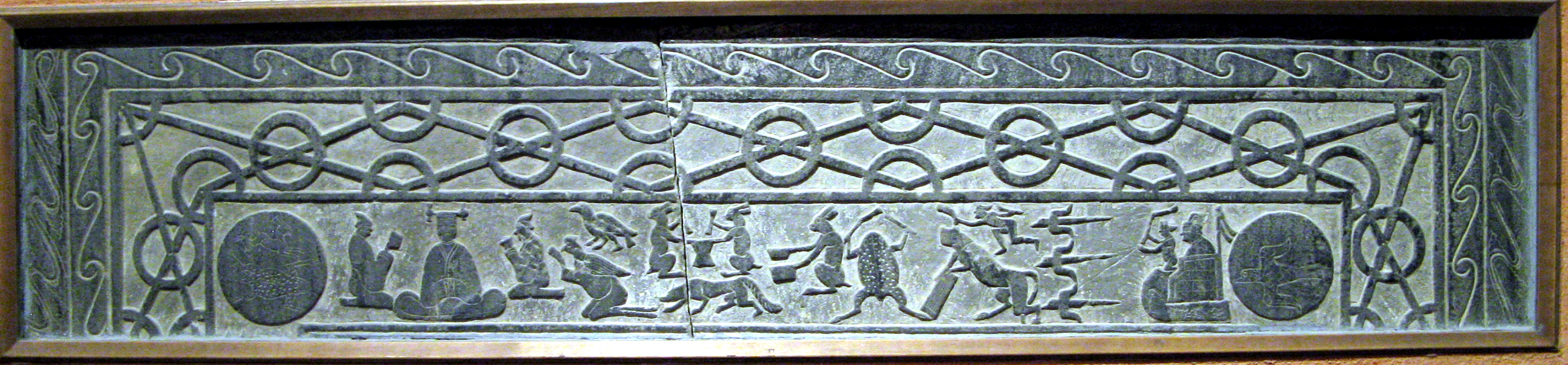
刻画着东王公和西王母的汉代壁画石像板（西安碑林博物馆藏）。壁画中描绘西王母位于西方，头上戴胜，主司太阴；东王公位于东方，主司太阳；中间描绘有三足鸟、九尾狐、手舞足蹈的蟾蜍、捣药的玉兔以及围着西王母吹拉弹唱的仙人。

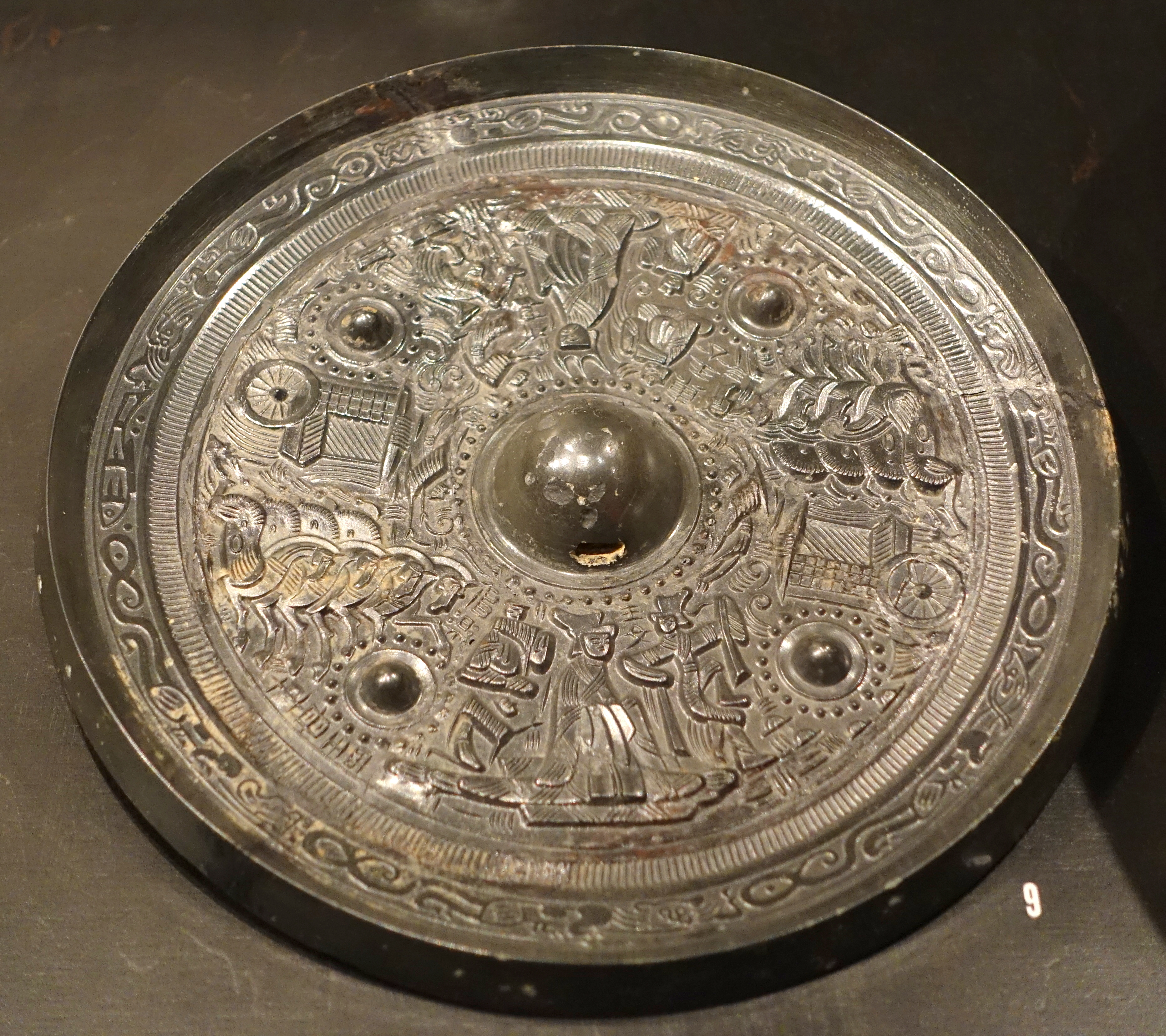
刻画着东王公和西王母的汉代神兽镜（东方博物馆藏）。

从原始宗教发展的轨迹来分析，西王母的形象应当是从上古巫术仪式中的女祭司形象发展而来。原始社会的母系氏族时期，祭司等职位是由部落中的女性长者担任的，她成为部族的最高权威，是天地鬼神的代言人，负责主持祭祀，而上古时期的祭祀中，杀死祭物（包括活人）是一个重要的内容，而杀死祭物的工作则是由女祭司来完成的——这也是西王母之所以被视为死神的一个重要原因。
西汉末年，西王母信仰重新成为民间的一种风尚。哀帝建平四年（前3年），大旱，民不聊生，大批关东百姓离乡逃难，逃难的过程中以稻桿當作西王母筹，作為西王母的香火，求取庇佑。经历郡国二十六，直达帝都，并于京师聚会，歌舞祭祀西王母。而民間對西王母的崇拜，連官方也慎重其事，在一本記載西漢制度的《漢舊儀》裡就記載到當時的郡太守和縣令等級官員都要祭祀西王母。西王母的神力也因此得到極大推崇。随着西王母信徒的增多，再加上传统的“真善美”三位一体思想促合，西王母作为仙界主神的地位不可动摇，这个能给人带来好处的女神的形象也屡次发生变化，最终成为三十许的美妇人。同时她作为长生女神也寄托着中国人希图长寿延年的愿望和理想。
兩漢之際崔箓的《易林》中說：
弱水之西，有西王母，生不知老，與天相保。
王母多福，天祿所伏，居之寵光，君子有昌。
患解憂除，王母相於。與喜俱來，使我安居。
民间的苦难为民众的造神运动提供了契机，西王母作为一名被改造的神祇正式登上了祭坛，这种民间的祭祀狂热最终得到了官方的承认，西王母信仰也因此成为汉代一个重要的民间信仰。
这种由民间发起的宗教狂热最终影响到孕育中的早期道教，西王母信仰中包含的不死理念也投合了道教对长生久视的追求。因此，汉代利用上古巫术资料并加以改编，创造出我们所熟悉的西王母和与之相对的东王公，道教则将西王母和东王公都吸收。而后在道教通俗化的过程中，东王公被演绎为东华帝君，掌管修仙男性。而西王母则掌管修仙女性，被戏曲尊称为王母娘娘。
《护国威灵西王母宝卷》把道教中的西王母说成是无生老母的化身，使原本无生老母和观音菩萨组成的二位一体的救世主又增变为无生老母、观音菩萨、西王母这三位一体的最高女神。西王母的信仰原本起源自泰山，和东王公同样是泰山的正神。在汉魏之际，因昆仑山地名的西迁，西王母的信仰在山东地区逐渐消失，后来被碧霞元君替代。清初南无教女教首尹喜编纂的《泰山圣母苦海宝卷》则把泰山老母作为观音老母的化身，又被暗示为无生老母的分身。因而在明清的民间宗教中，碧霞元君、无生老母、西王母是三位一体的女神，从主管婚姻和生育的神职上看，碧霞元君更像是西王母的翻版，或者说碧霞元君与西王母是同一个女神（指无生老母；或者是斗母，因为在《太上老君说天仙玉女碧霞元君护世弘济妙经》中提到碧霞元君是西天斗母以元气而化成的女神，碧霞元君代表东方和太阳，西王母代表西方和月亮）的两个名号。而另一种说法是玄女、女娲、西王母组成三位一体的女神，三者之间有很多共通之处，象征着同一个女天神（天后）的三种权威。
但随着时间推移，先秦女神西王母，在道教中的地位虽然始终未降，但其影响力却日益衰退，即在中国有名的女神行列之中，南方所信奉的海神妈祖与东北地区所信奉的山神碧霞元君的信仰也远远超过了西王母。近年考古研究发现，“西王母”可能是古中国西北一部落的名称，只因该部落剽悍凶恶，而被中原的华夏族讹传为刑杀之神。
《焦氏易林》总结了民间向西王母祈愿的种类：长寿、福禄、趋吉避凶、家族兴旺、远游平安、婚嫁美满、赐子等。正是因为西王母具有这些职能，自汉代以来就受到民间的厚礼祭拜。泰山南麓虎山水库下建有王母池，其正殿为祭祀王母娘娘的王母殿，在每年的三月初三，王母池都要举行盛大道场以示庆贺。此外，在北京东便门内有一座蟠桃宫，每年的农历三月初三是著名的蟠桃宫庙会，此庙虽然规模小，但名气却很大，庙内的主祀神是王母娘娘，蟠桃宫这一俗称就是因蟠桃盛会的传说而得名。建于明代的青羊宫斗姥殿中于西边供奉着西王母（居右）、正中供奉着先天大梵斗姥元君（居中）、东边供奉着虚空无上地母慈尊（居左）这三大女神的神像。

## 影視作品
- 1963年香港和大陸合拍黃梅戲電影《牛郎織女》：王少梅飾西王母
- 1989年台灣中視與松山慈惠堂合作籌拍的台語連續劇《瑤池金母傳》：邱淑宜飾瑤池金母
- 1982年大陸版電視劇《西遊記》：萬馥香飾西王母
- 1992年台灣版台視電視劇《新白娘子傳奇》：郭麗琴飾瑤池聖母
- 1995年台灣版台視單元劇《中國民間故事》第48集〈媽祖降魔〉：丁翠飾西王母
- 1996年香港版TVB電視劇《西遊記》：盧苑茵飾西王母
- 1997年大陸版電視劇《新天仙配》：陳大姝飾西王母
- 1998年新加坡電視劇《東遊記》：李茵珠飾西王母
- 2000年大陸版電視劇《春光燦爛豬八戒》：戴春榮飾西王母
- 2001年大陸版電視劇《天地傳說之寶蓮燈》：戴春榮飾西王母
- 2001年大陸版電視劇《齊天大聖孫悟空》：恬妞飾王母娘娘
- 2003年大陸版電視劇《奔月》：葛蕾飾西王母
- 2003年香港和大陸合拍電視劇《鏡花緣傳奇》：焦姣飾西王母
- 2004年大陸版電視劇《玉帝傳奇》：孫寧飾西王母
- 2004年大陸版電視劇《笑八仙之素女的故事》：傅艺伟飾西王母
- 2004年大陸版電視劇《福星高照豬八戒》：高寶寶飾西王母
- 2005年香港電視劇《我和疆屍有個約會3》: 陳煒飾瑤池聖母
- 2005年大陸版電視劇《寶蓮燈》：劉曉慶飾西王母
- 2005年大陸版電視劇《精衛填海》：贾娅飾西王母
- 2005年大陸版電視劇《喜氣洋洋豬八戒》：李婉婷飾西王母
- 2005年大陸版電視劇《歡天喜地七仙女》：潘虹飾西王母
- 2006年大陸版電視劇《天外飛仙》：鄔倩倩饰西王母
- 2006年大陸版電視劇《封神榜之武王伐紂》：周月芳飾西王母
- 2007年香港版TVB電視劇《牛郎織女》：梁舜燕飾西王母
- 2007年大陸版電視劇《天仙配》：韓再芬飾西王母
- 2008年大陸版電視劇《王屋山下的传说》：辛文飾西王母
- 2008年中美合拍電影《功夫之王》：劉曉莉飾西王母
- 2009年大陸版電視劇《寶蓮燈前傳》：劉曉慶飾西王母
- 2009年大陸版電視劇《牛郎織女》：宋佳飾西王母
- 2010年大陸版電視劇《遠古的傳說》：池華瓊飾西王母
- 2010年大陸版電視劇《西遊記》：劉佳飾西王母
- 2010年大陸版電視劇《仙女湖之墨仙》：彭丹飾西王母
- 2010年大陸版電視劇《財神有道》：唐群飾西王母
- 2010年大陸版電視劇《需要仙女》：沈惠珍飾西王母
- 2011年大陸版電視劇《西遊記》：馬莉飾西王母
- 2011年大陸版電視劇《十二生肖传奇》：傅艺伟飾西王母
- 2012年大陸版電視劇《天地姻缘七仙女》：萬美汐飾西王母
- 2012年大陸版電視劇《歡樂元帥》：顏丹晨飾西王母
- 2012年大陸版電視劇《天仙配后传》：娟子飾西王母
- 2012年大陸版電視劇《媽祖》：娟子飾西王母
- 2014年大陸版電視劇《麻姑献寿》：郭羡妮飾西王母
- 2015年大陸版電視劇《石敢当之雄峙天东》：劉蕾飾西王母
- 2015年大陸版電影《濟公之人皇鼎》：苑瓊丹飾西王母
- 2018年大陸版電影《天氣預爆》：蔡明飾西王母
- 2018年大陸版電視劇《天乩之白蛇傳說》：刘嘉玲飾西王母

### 引用
1. ↑  陳夢雷. . .   [2022-02-08]. （原始内容存档于2022-06-11）.
2. ↑  . 道客巴巴. 常耀华.   [2022-04-20]. （原始内容存档于2022-05-06） （中文（简体））.
3. ↑  佚名.  (PDF). .   [2022-02-16]. （原始内容 (PDF)存档于2022-06-11）.
4. ↑  職司醫院流潤眞君溪守靜敬撰. . .   [2022-11-07]. （原始内容存档于2022-11-07）.
5. ↑  吕咸熙、楊抱一等. . .   [2022-02-28]. （原始内容存档于2022-04-03）.
6. ↑  董斯张. . .   [2022-02-06]. （原始内容存档于2022-06-11）.
7. ↑  張君房. . .   [2022-02-05]. （原始内容存档于2022-06-11）.
8. ↑  佚名. . .   [2022-05-01]. （原始内容存档于2022-05-01）.
9. ↑  張君房. . .   [2022-02-05]. （原始内容存档于2022-06-11）.
10. 1 2  李昉. . .   [2022-02-05]. （原始内容存档于2022-04-03）.
11. 1 2  佚名. . .   [2022-02-05]. （原始内容存档于2022-04-03）.
12. ↑  蔣叔輿. . .   [2022-05-31]. （原始内容存档于2022-04-30）.
13. ↑  林靈眞. . .   [2022-08-20]. （原始内容存档于2022-08-20）.
14. ↑  佚名. . .   [2022-02-05]. （原始内容存档于2022-06-11）.
15. ↑  梦花馆主/著《寓言讽世说部前后白蛇全传》第一回〈仙踪〉。
16. ↑  張持眞. . .   [2022-05-01]. （原始内容存档于2022-05-01）.
17. ↑  李西月重编. . .   [2022-05-01]. （原始内容存档于2022-05-01）.
18. ↑  金允中. . .   [2022-02-05]. （原始内容存档于2022-05-06）.
19. ↑  佚名. . .   [2022-05-10]. （原始内容存档于2022-06-12）.
20. ↑  李昉. . .   [2022-02-17]. （原始内容存档于2022-06-11）.
21. ↑  陶弘景. . .   [2022-02-05]. （原始内容存档于2020-11-17）.
22. ↑  徐應秋. . .   [2022-05-01]. （原始内容存档于2022-05-01）.
23. 1 2 3  張持眞. . .   [2022-02-05]. （原始内容存档于2022-02-20）.
24. ↑  佚名. . .   [2022-02-05]. （原始内容存档于2022-06-11）.
25. ↑  佚名. . .   [2022-02-05]. （原始内容存档于2022-06-11）.
26. ↑  佚名. . .   [2022-05-10]. （原始内容存档于2022-06-12）.
27. ↑  王契真. . .   [2024-02-09].
28. ↑  蔣叔輿. . .   [2022-02-05]. （原始内容存档于2022-04-03）.
29. ↑  蒋叔舆. . .   [2022-05-10]. （原始内容存档于2022-05-10）.
30. ↑  佚名. . .   [2022-05-10]. （原始内容存档于2022-05-10）.
31. ↑  王世贞. . .   [2022-05-10]. （原始内容存档于2022-05-10）.
32. ↑  張持眞. . .   [2022-02-05]. （原始内容存档于2022-02-20）.
33. ↑  張持眞. . .   [2022-05-01]. （原始内容存档于2022-05-01）.
34. ↑  張持眞. . .   [2022-02-05]. （原始内容存档于2022-02-20）.
35. ↑  張持眞. . .   [2022-05-01]. （原始内容存档于2022-06-12）.
36. ↑  張持眞. . .   [2022-05-01]. （原始内容存档于2022-06-11）.
37. ↑  張君房. . .   [2022-02-05]. （原始内容存档于2022-06-11）.
38. ↑  佚名. . .   [2022-04-21]. （原始内容存档于2022-06-11）.
39. ↑  佚名. . .   [2022-05-01]. （原始内容存档于2022-05-01）.
40. ↑  林靈真. . .   [2022-05-01]. （原始内容存档于2022-05-01）.
41. ↑  佚名. . .   [2022-05-01]. （原始内容存档于2022-06-11）.
42. ↑  職司醫院流潤眞君溪守靜敬撰. . .   [2022-11-07]. （原始内容存档于2022-11-07）.
43. ↑  佚名. . .   [2022-02-05]. （原始内容存档于2022-06-12）.
44. ↑  佚名. . .   [2022-02-05]. （原始内容存档于2022-04-03）.
45. ↑  陶弘景. . .   [2022-02-05]. （原始内容存档于2022-06-11）.
46. ↑  . 百度汉语.   [2022-02-05]. （原始内容存档于2022-06-11）.
47. ↑  段成式. . .   [2022-02-05]. （原始内容存档于2022-04-03）.
48. ↑  晋·傅玄《正都赋》：“东父翳青盖而遐望，西母使三足之灵禽。”
49. ↑  唐·李贺《马诗》之七：“西母酒将阑，东王饭已干。”
50. ↑  宋·張元幹《前调》词：“西母醉中微笑，看蟠桃初结。”
51. ↑  《祭仪》：“祭日于东，祭月于西”。
52. ↑  陈梦家《殷墟卜辞综述》，中华书局（1988年），第574页。
53. ↑  王晖《古史传说时代新探》，科学出版社（2009年），第149-150页。
54. ↑  赤塚忠《中国古代の宗教と文化──殷王朝の祭祀》，角川書局（1977年），第188、444页。
55. ↑  宋镇豪《夏商社会生活史》，中国社会科学出版社（2005年），第788-789页。
56. ↑   五残，一名五鏠，凶星。出正东东方之野。其星状类辰星，去地可六丈。星表有青气如晕，有毛，填星之精也。见则五分毁败之徵，大臣诛亡之象。
57. ↑  《山海经·大荒西经》：“西海之南，流沙之滨……有人戴胜，虎齿。有尾，穴处，名曰西王母……司天厉及五残。”
58. ↑  晉郭璞注. . .   [2022-02-05]. （原始内容存档于2023-06-23）.
59. ↑  晉郭璞注. . .   [2022-02-05]. （原始内容存档于2021-12-21）.
60. ↑  晉郭璞注. . .   [2022-02-05]. （原始内容存档于2023-06-23）.
61. ↑  李昉. . .   [2022-02-05]. （原始内容存档于2022-06-11）.
62. ↑  雷切尔·斯多姆（Rachel Storm）《人文珍藏图鉴 东方神话》广东省出版集团 新世纪出版社、2011年、p.237。
63. ↑  晉郭璞注. . .   [2022-02-05]. （原始内容存档于2023-06-24）.
64. ↑  海宁. . 中国民族报. 2005-02-18  [2012-04-17]. （原始内容存档于2010-05-27）.
65. ↑  劉安. . .   [2022-02-05]. （原始内容存档于2022-06-12）.
66. ↑  李昉. . .   [2022-02-05]. （原始内容存档于2022-05-06）.
67. ↑  佚名. . .   [2022-04-20]. （原始内容存档于2022-06-11）.
68. ↑  海琴. . 中国民族报. 2005-02-18  [2012-04-17]. （原始内容存档于2015-05-20）.
69. ↑  班固. . .   [2022-02-05]. （原始内容存档于2022-03-07）.
70. ↑  劉安. . .   [2022-02-06]. （原始内容存档于2022-07-06）. 譬若羿請不死之藥於西王母，姮娥竊以奔月，悵然有喪，無以續之。何則？
71. ↑  陶弘景. . .   [2022-08-20]. （原始内容存档于2022-10-11）.
72. ↑  陶宗儀. . .   [2022-08-20]. （原始内容存档于2022-10-11）.
73. ↑  葛洪. . .   [2022-02-05]. （原始内容存档于2022-04-03）.
74. ↑  王松年. . .   [2022-02-05]. （原始内容存档于2022-06-11）.
75. ↑  趙道一. . .   [2022-02-05]. （原始内容存档于2022-06-02）.
76. ↑  陳夢雷. . .   [2022-02-05]. （原始内容存档于2022-05-06）.
77. ↑  東方朔. . .   [2022-02-07]. （原始内容存档于2022-10-11）.
78. ↑  陳夢雷. . .   [2022-02-07]. （原始内容存档于2023-06-24）.
79. ↑  雉衡山人. . .   [2022-02-07]. （原始内容存档于2023-06-23）.
80. ↑  杜光庭. . .   [2022-02-05]. （原始内容存档于2023-06-23）.
81. ↑  《中华道藏》、四十五册、一百九十六页
82. ↑  吳元泰. . .   [2022-02-06]. （原始内容存档于2022-05-06）. 卻說男子登仙，先拜木公；女子登仙，先拜金母。人在也，榮華南極祥光繞。位比東王老，歷萬劫而不朽，瑤池臺上司陰教。
83. ↑  李昉. . .   [2022-02-07]. （原始内容存档于2023-06-23）.
84. ↑  馮惟訥. . .   [2022-02-07]. （原始内容存档于2023-06-23）.
85. ↑  趙道一. . .   [2022-02-08]. （原始内容存档于2022-06-02）.
86. ↑  王世貞. . .   [2022-02-05]. （原始内容存档于2023-09-30）.
87. ↑  洪应明. . .   [2022-02-05]. （原始内容存档于2023-06-23）.
88. ↑  徐道. . .   [2022-02-05]. （原始内容存档于2022-06-11）.
89. ↑  林靈真. . .   [2022-02-05]. （原始内容存档于2022-06-12）.
90. ↑  佚名. . .   [2022-02-05]. （原始内容存档于2022-06-11）.
91. ↑  王契真. . .   [2022-02-05]. （原始内容存档于2022-05-06）.
92. ↑  元·黃舜申、陳採. . .   [2024-10-17]. （原始内容存档于2022-05-06）.
93. ↑  張君房. . .   [2022-02-06]. （原始内容存档于2022-06-11）.
94. ↑  天真皇人. . .   [2022-02-06]. （原始内容存档于2022-05-06）.
95. ↑  佚名. . .   [2022-02-05]. （原始内容存档于2022-05-06）.
96. ↑  佚名. . .   [2022-05-01]. （原始内容存档于2022-06-11）.
97. ↑  黃舜申、陳採. . .   [2022-02-05]. （原始内容存档于2022-05-06）.
98. ↑  佚名. . .   [2022-02-05]. （原始内容存档于2022-06-12）.
99. ↑  王契真. . .   [2022-06-01]. （原始内容存档于2022-06-01）.
100. ↑  王契真. . .   [2022-06-01]. （原始内容存档于2022-06-01）.
101. ↑  祖光范真人. . .   [2022-05-01]. （原始内容存档于2022-05-01）.
102. ↑  佚名. . .   [2022-04-07]. （原始内容存档于2022-04-07）.
103. ↑  杜光庭. . .   [2022-02-05]. （原始内容存档于2022-06-11）.
104. ↑  陈椿荣. . .   [2022-02-05]. （原始内容存档于2022-06-12）.
105. ↑  張君房. . .   [2022-02-05]. （原始内容存档于2022-06-11）.
106. ↑  史崇玄. . .   [2022-02-05]. （原始内容存档于2022-04-03）.
107. ↑  張君房. . .   [2022-02-05]. （原始内容存档于2022-06-11）.
108. ↑  張君房. . .   [2022-02-06]. （原始内容存档于2022-06-11）.
109. ↑  佚名. . .   [2022-02-06]. （原始内容存档于2023-06-23）.
110. ↑  張君房. . .   [2022-02-06]. （原始内容存档于2023-06-23）.
111. ↑  佚名. . .   [2022-02-05]. （原始内容存档于2022-03-07）.
112. ↑  王處一. . .   [2022-02-05]. （原始内容存档于2022-06-12）.
113. ↑  張君房. . .   [2022-02-05]. （原始内容存档于2022-06-11）.
114. ↑  彭大翼. . .   [2022-02-06]. （原始内容存档于2022-06-11）.
115. ↑  佚名. . .   [2022-02-05]. （原始内容存档于2022-04-03）.
116. ↑  佚名. . .   [2023-01-22].
117. ↑  佚名. . .   [2022-04-06]. （原始内容存档于2022-05-05）.
118. ↑  李昉. . .   [2022-06-09]. （原始内容存档于2022-02-07）. 木公，亦云東王父，亦云東王公。葢青陽之元氣，百物之先也。冠三維之冠，服九色雲霞之服，亦號玉皇君。
119. ↑  趙道一. . .   [2022-06-09]. （原始内容存档于2022-02-07）.
120. ↑  雉衡山人. . .   [2022-02-26]. （原始内容存档于2022-04-03）. 玉帝道：「朕敕馬、趙二將在卿左右，聽卿調遣。」湘子謝恩領旨，即便參拜王母娘娘，俯伏奏道：「娘娘千歲，臣上八洞神仙韓湘，領玉帝金書寶貝，前往昌黎度臣叔父左捲簾大將軍沖和子韓愈成仙了道，特啟娘娘討些職事。」王母道：「我賜卿三面金牌，第一面金牌，糾察三十三天一十八重地獄善惡生死；第二面金牌，鈐管四海龍王、三十六員天將隨身聽用；第三面金牌，掌理風雲雷雨、各府州縣城隍社令、十殿閻羅天子。卿須用心前去，不得停留。」湘子拜謝畢，隨眾仙宴罷蟠桃，即便收雲攬霧，兩袖騰空，降下塵凡。
121. ↑  雉衡山人. . .   [2022-02-26]. （原始内容存档于2022-06-14）. 那娘娘說：「你好不明白，人生在世上，夫妻是人倫之大道，你說神仙不要男人，那玉皇為什麼有王母娘娘，還要生幾個仙女呢？」
122. ↑  佚名. . .   [2022-02-26]. （原始内容存档于2022-06-16）. 玉帝聞奏，亦大怒道：「當年孫大聖雖然無禮強橫，就是偷桃偷酒，尚是盜賊所為﹔這小猴子能有多大神通？敢藐視天母，坐索仙酒、仙桃，以居大賓之位。」
123. ↑  陈端生. . .   [2022-02-26]. （原始内容存档于2022-03-07）. 話說一日王母娘娘千秋壽誕。玉皇遣十洲三島神仙，三十三天星主，同向瑤池慶祝良辰。
124. ↑  吳元泰. . .   [2022-02-06]. （原始内容存档于2022-05-06）. 有女五人，名華林、媚嫻、青娥、瑤姬、王扈。
125. ↑  《上清众经诸真圣秘》中为华林。
126. ↑  元君 （页面存档备份，存于），中華民國教育部
127. ↑  趙道一. . 第1295卷 (上海古籍出版社). ISBN 978-753-252-460-0.（重印）元朝本
128. ↑  《太丹隐书》中为第二十四女；《許邁真人傳》中为第二十七女
129. ↑  王世貞. . .   [2022-02-06]. （原始内容存档于2022-02-06）.
130. ↑  湯顯祖. . .   [2022-02-05]. （原始内容存档于2022-06-11）. 〔尼〕水月觀音院小尼便是。〔道〕小尼住持西王母觀。兩人聽得夫人爲官兒遠去。尋訪祈求。各請神香。來憑信願。〔旦〕旣蒙神香下降。奴家敬求籤卦。少效虔誠。〔尼〕請先拜了觀世音。〔道惱介〕我西王母娘娘有丈夫。絕會保得夫妻相見。你觀世音一個赤脚老寡婦。有甚神通。〔尼惱介〕呸。你西王母有了東王公。又搭上個周穆王老頭兒。這等做神道不識羞。拜他怎的。〔旦〕一樣西方美人。還讓觀音居長。〔拈香拜觀音介〕
131. ↑  陳仲琳. . .   [2022-02-05]. （原始内容存档于2022-06-11）.
132. ↑  吳承恩. . .   [2022-02-05]. （原始内容存档于2022-06-12）. 公主又去大羅天上，靈霄殿前，偷了王母娘娘的九葉靈芝草，養在那潭底下，金光霞彩，晝夜光明。
133. ↑  吳承恩. . .   [2022-02-26]. （原始内容存档于2022-04-03）. 龍婆道：「只是小女萬聖公主私入大羅天上靈霄殿前，偷的王母娘娘九葉靈芝草。那舍利子得這草的仙氣溫養着，千年不壞，萬載生光。去地下或田中掃一掃，即有萬道霞光，千條瑞氣。如今被你奪來，弄得我夫死子絕，婿喪女亡，千萬饒了我的命罷。」
134. ↑  佚名. . .   [2022-02-05]. （原始内容存档于2022-06-11）. 老祖呼呼笑道：「秦漢，你要問這兩寶物有何用處？我對你講，那鑽天帽乃王母娘娘瑤池中真寶貝，戴在頭上，便會騰雲隨風，可入天門，朝拜諸天日月星宿。
135. ↑  吳承恩. . .   [2022-02-05]. （原始内容存档于2022-04-03）.
136. ↑  劉一明. . . “观音自王母娘娘请赴蟠桃大会，与惠岸同登宝阁瑶池。”王母为老阴，属《坤》；惠岸为木，属《巽》，上《巽》下《坤》，卦爻图略为风地《观》。“见席面残乱，虽有几位天仙，俱不就席，都在那里纷纷讲论”，即天地不交，《否》之象也。“菩萨与众仙相见毕，众仙备言前事”，即言《姤》、《遁》之前事也；“菩萨与众仙至通明殿”，《乾》卦之象；“早有四大天师、赤脚大仙迎着”，仍榷《遁》、《姤》之象。“时有太上老君在上”，《乾》阳在上也；“王母娘娘在后”，《坤》阴在下也。《乾》上《坤》下，卦爻图略为天地《否》。“菩萨引众同入，与玉帝礼毕，又与老君王母相见，各坐下。”此仙翁明明提出《乾》、《娠》、《遁》、《否》、《观》诸卦之象，叫人于此处观察体认耳。
137. ↑  冯梦龙. . .   [2022-02-26]. （原始内容存档于2022-06-19）. 那莊生原是混沌初分時一個白蝴蝶，天一生水，二生木，木榮花茂，那白蝴蝶采百花之精，奪日月之秀，得了氣候，長生不死，翅如車輪。後游於瑤池，偷采蟠桃花蕊，被王母娘娘位下守花的青鸞啄死。其神不散，托生於世，做了莊周。
138. ↑  吕熊. . .   [2022-02-05]. （原始内容存档于2022-04-28）. 按道書云：天上有一位萬劫不壞的金仙，聖號稱做王母，居於瑤池。池在東天之西偏，亦名曰西池，王母亦名曰西母。天上各有境界，東天是道祖三清及群仙所居，西天是如來佛祖及諸菩薩、阿羅漢所止，北天是玄武大帝暨眾神將治焉。吳天上帝之宮闕，則在中央而統轄南天。
139. ↑  吕熊. . .   [2022-02-05]. （原始内容存档于2022-05-06）. 第七卷，變化世間一切有情、有形之物。上笈玄妙，可以消滅五行，超脫萬劫，惟斗姥西王此神通，餘仙真皆未聞未見者。
140. ↑  吕熊. . .   [2022-02-05]. （原始内容存档于2022-05-06）. 你不知仙家各自有派。我們劍仙，屬之玄女娘娘，只是殺性難除。那風流有才情的仙子，又是西王母娘娘為主，偶然有個思凡下降的。還有斗姥娘娘，都是女宿星媛，立功行而成的。若女子而成地仙者，統於驪山老姥。又有后土夫人，則四海五嶽女神靈之主也。
141. ↑  司馬遷. . .   [2022-02-06]. （原始内容存档于2022-05-31）. 織女，天孫也。
142. ↑  佚名. . .   [2022-02-26]. （原始内容存档于2022-06-15）. 王母道：「此乃西土金獅牝獸，因思凡逃至東土，欲尋配偶，不遂其欲，怒吼成風，為害此方。我今特來收回，以拯黎民災患。汝且站着，看我立追此獸。」偃羿站起，侍立傍邊，王母令一隨車甲將前往追尋。不多時，那獸隨這甲將來了，看他的形狀，果是怕人。王母道：「你這孽畜，不守清規，輒起塵念，害人損土，罪不容誅。且令你在車前御車，回至西極正爾之罪。」
143. ↑  佚名. . .   [2022-02-26]. （原始内容存档于2022-05-06）. 忽然想起瑤池王母娘娘，乃是三月初三日聖誕。
144. ↑  常杰淼. . .   [2022-02-26]. （原始内容存档于2022-04-03）. 「三月三，蟠桃宮」，據說這是王母娘娘的廟，而且後院還有一棵梭羅樹。總之三月三，北京城內蟠桃宮十分熱鬧，賣豌豆黃兒的特別多。
145. ↑  湯顯祖. . .   [2022-02-26]. （原始内容存档于2022-06-11）. 杜秋娘在西王母觀。四月十五日王母娘娘生日。好去燒香排遣。
146. ↑  干宝. . .
147. ↑  許遜. . .   [2022-02-26]. （原始内容存档于2022-06-03）.
148. ↑  邓志谟. . .   [2022-02-26]. （原始内容存档于2022-03-07）. 瑤池之上，八月十五日王母娘娘壽誕，欲邀我同赴瑤池之宴，叫我不要這等踽踽涼涼，要脫灑一分。
149. ↑  屈大均. . .
150. ↑  李昉. . .   [2022-02-05]. （原始内容存档于2022-06-11）.
151. ↑  瑤 （页面存档备份，存于），中華民國教育部
152. ↑  吕熊. . .   [2022-02-05]. （原始内容存档于2022-04-28）. 王母所居珠樓貝闕，在瑤池之畔。此池非下界之水，乃是融成玉之精髓，溶溶漾漾，竟如酒漿一般。說話的錯了，美玉入火則愈堅，次則如石之成灰矣，怎麼融化得水來？噫，盍亦反其本而思之！美玉原是石髓所結，是以璞在石中。髓可結成玉，玉不可化為髓乎？蚌珠見月而化為津。凡物皆有相感之處，非尋常所能測識者。即如仙家之酒，名曰瓊漿玉液，要皆瓊瑤所化之髓，難道也是凡間麴米釀成的麼？
153. ↑  佚名. . .   [2022-02-05]. （原始内容存档于2022-06-11）.
154. ↑  《辽宁师范大学学报(社会科学版) 第30卷第1期 - 中国战争女神流源论》（辽宁师大学报编辑部, 2007）第86-87页。
155. ↑  蹇昌辰. . .
156. ↑  張君房. . .
157. ↑  趙道一. . .
158. ↑  王仲丘. . .
159. ↑  王嘉. . .
160. ↑  丹波康赖. . .
161. ↑  郭象註、成玄英疏. . .
162. ↑  張君房. . .
163. ↑  佚名. . .
164. ↑  李思聰. . .   [2022-02-05]. （原始内容存档于2022-04-21）.
165. ↑  南齐严东、唐薛幽栖、李少微、成玄英四家注解；北宋道士陈景元集注。. . .   [2022-02-05]. （原始内容存档于2022-06-11）.
166. ↑  唐人元陽子（羊參微）撰歌，通玄先生（五代道士張荐明）註解。. . .   [2022-02-05]. （原始内容存档于2022-04-03）.
167. ↑  佚名. . .   [2022-02-05]. （原始内容存档于2022-06-11）.
168. ↑  班固. . .   [2022-02-06]. （原始内容存档于2022-06-11）.
169. ↑  李希凡/主编. . Google圖書: 中國青年出版社. 1991年: 第174頁.
170. ↑  蔡丰明. . Google圖書: 上海文艺出版社. 2001年11月. ISBN 7-5321-2287-5.
171. ↑  濮文起. . Google圖書: 江苏人民出版社. 2000年8月. ISBN 7-214-02827-1.
172. ↑  车锡伦. . 道客巴巴: 河南教育学院学报（哲学社会科学版）第28卷 2009年第1期. 2009年: 第18頁.
173. ↑  李俊领. . Google圖書: 社会科学文献出版社. 2017年4月: 第23頁. ISBN 978-7-5201-0606-1.
174. ↑  . Google圖書: 中国民间文艺出版社. 1992年出版: 第7頁.